# 林肯 (林肯郡)
林肯（Lincoln /ˈlɪŋkən/ ）是英国林肯郡的郡治和教堂市。2021年林肯非都市區人口為103,813人。根據2021年人口普查，整個都會區（市中心加上北海克姆、南海克姆和沃丁頓等郊區）人口為127,540。林肯是林肯郡最大的定居點，格里姆斯比則位居第二，斯肯索普則位居第三。
林肯發展自羅馬時代的鎮林杜姆科洛尼亞（Lindum Colonia），此前原是一個鐵器時代聚居地。當地最著名的地標為英格蘭哥特式建築林肯座堂和諾曼式建築林肯城堡。當地有林肯大學和格羅斯泰特主教大學兩所大學。林肯位於林肯懸崖的缺口中，位於倫敦以北141英里（227）。

## 地名由來
林肯（Lincoln）這個名字最終可能源自不列顛鐵器時代凱爾特居民使用的古布立吞語，即該地區的稱呼：lindon，意為“水池”，源於拉丁語Lindum Colōnia ，由此衍生出名稱的後半部分“-coln”（“前哨”），推測指的是市中心的布雷福德池（Brayford Pool)（都柏林 Dublin 的來源是蓋爾語 dubh linn，意為「黑池」）。初代定居點的範圍未知，因為其遺跡被埋在後來的羅馬和中世紀遺址以及現代的林肯之下。

## 歷史

### 最早的歷史
林肯城最早的起源可以追溯到 1972 年考古學家發現的鐵器時代圓形木製住宅遺址，其歷史可追溯到公元前 1 世紀。它位於布雷福德池畔、威瑟姆河 (River Witham) 旁的一座大山腳下，諾曼人後來在那裡建造了林肯座堂和林肯城堡。

### 林杜姆科洛尼亞

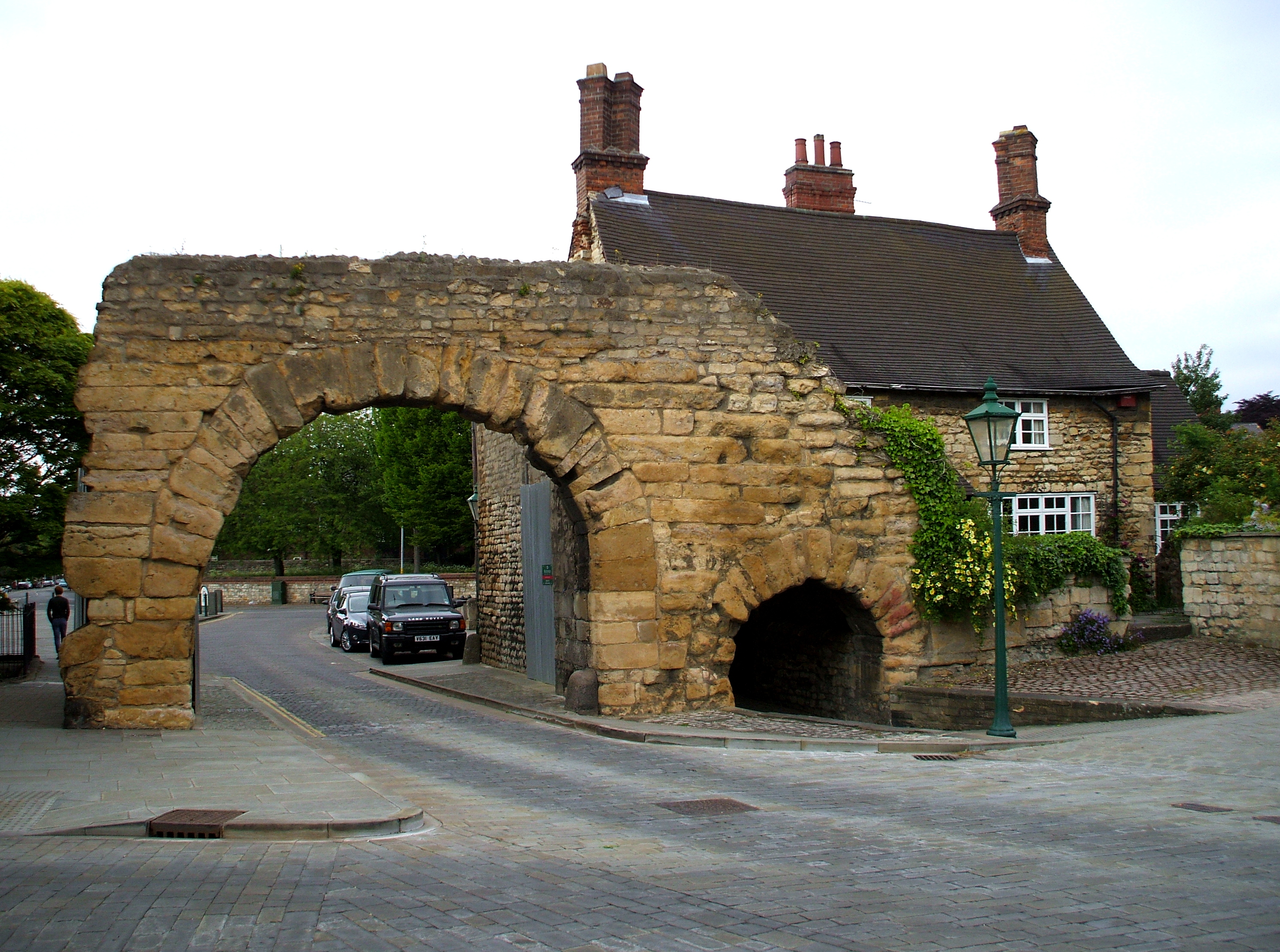
新港拱門，一座建於 3 世紀的古羅馬城門

羅馬人於公元48年征服了不列顛的這片地區，並很快在一座俯瞰布雷福德池的山丘上建造了一座軍團要塞。布雷福德池由威瑟姆河（River Witham）拓寬而成，是羅馬公路福斯路（Fosse Way） (A46) 的北端。凱爾特語的「林登」（Lindon）後來被拉丁化為「林杜姆」（Lindum），並在退伍軍人定居後加上了「科洛尼亞」（Colonia）這個名稱
。
西元 71 年，軍團遷往約克（Eboracum），殖民地也隨之改為科洛尼亞（Colonia）。林杜姆科洛尼亞或更完整的 Colonia Domitiana Lindensium（以當時的皇帝圖密善命名）是在山頂堡壘的城牆內建立的，其面積大致相等，沿著山坡一直延伸到水邊。
它成為了一個繁榮的定居點，可以通過特倫特河和威瑟姆河從海上抵達。根據一份據稱參加 314 年阿爾勒會議的英國主教的明顯殘缺名單，該城市通常被視為凱撒利亞弗拉維亞行省的首府，該行省成立於 3 世紀後期戴克里先改革時期。隨後，該鎮及其水道衰落了。到 5 世紀末，它基本上荒廢了，聖保利努斯（St. Paulinus）於公元 629 年拜訪了一位在林肯擔任市政長官Praefectus Civitatis 的人，該職位反映當地仍有一些人居住。

### 林西琳

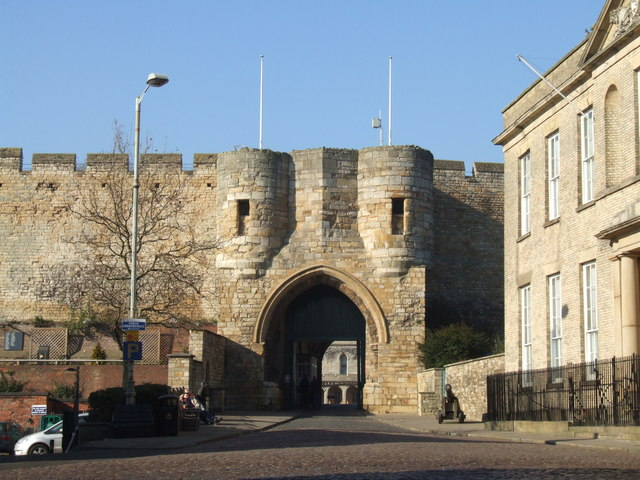
林肯城堡東閘

來自北海地區的日耳曼部落於5至6世紀定居林肯郡。拉丁文“ Lindum Colonia”在古英語中縮寫為“Lindocolina”，後來又縮寫為林西琳“Lincylene”。
維京人首次劫掠之後，林西琳因海外貿易聯繫而再次變得重要。在維京時代，林肯擁有自己的鑄幣廠，是當時林肯郡最重要的鑄幣廠，到 10 世紀末，其產量可與約克相媲美。像約克一樣，林肯上城似乎直到 850 年左右都只具有純粹的行政功能，而下城沿著山下威瑟姆河畔的地方可能基本上已經荒廢。886年丹麥區成立後，林肯成為東米德蘭五個自治市之一。在 Flaxengate 的挖掘表明，這片自羅馬時代以來就荒廢的地區在公元約 900 年出現了面向新街道系統的木結構建築 。隨著丹麥人的定居，林肯經濟經歷了爆炸性增長。到了 950 年，威瑟姆河岸得到了開發，下城再次有人居住，威格福德郊區逐漸成為一個貿易中心。 1068 年，諾曼征服英格蘭兩年後，出於與羅馬人一樣的戰略原因，同時也為了控制同一條道路——福斯路，威廉一世下令在古羅馬定居點的遺址上建造林肯城堡。

### 綠布

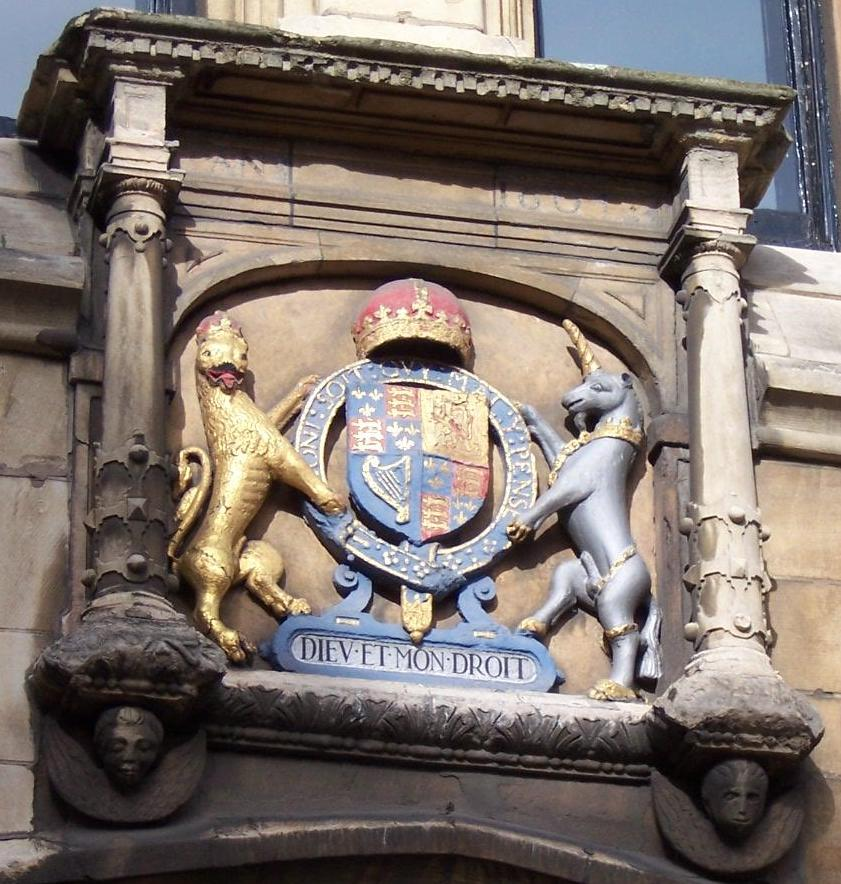
1617 年，國王詹姆斯一世訪問該城九天時添加的盾徽

在無政府時期，斯蒂芬國王與瑪蒂爾達皇后的軍隊於1141年在林肯城展開了一場激烈戰鬥。瑪蒂爾達皇后的私生兄弟，第一代格洛斯特伯爵羅伯特率領的軍隊，在城中激烈戰鬥。經過激烈的街頭戰鬥，史蒂芬的軍隊被擊敗，史蒂芬本人也被俘虜並被押往布里斯托。
至1150年，林肯已成為英格蘭最富裕的城鎮之一，經濟支柱是向佛蘭德出口布料和羊毛；林肯的織工於1130年成立了一個行會，專門生產林肯布料，尤其是染色精美的“深紅色”和“綠色”。後來，傳奇羅賓漢穿著林肯綠色羊毛織品，更提升了林肯布料的聲譽。在市政廳，位於被稱為「石弓」的城門上方，古老的議事廳收藏著林肯的市民徽章，以及一系列精美的市民服飾。
在大教堂和城堡的外圍，舊城區環繞著貝爾蓋特（Bailgate）蜿蜒而下，沿著陡峭的山坡（Steep Hill）一直延伸到高街（High Street）和高橋（High Bridge），橋上的半木結構房屋延伸至河上。這裡有三座古老的教堂：威格福德聖瑪麗教堂（St Mary le Wigford）和戈茨聖彼得教堂（St Peter at Gowts），均始建於11世紀；以及13世紀末的抹大拉聖瑪麗教堂（St Mary Magdalene）。抹大拉聖瑪麗教堂是一座不同尋常的英式建築，紀念一位當時在歐洲大陸盛行的聖女。

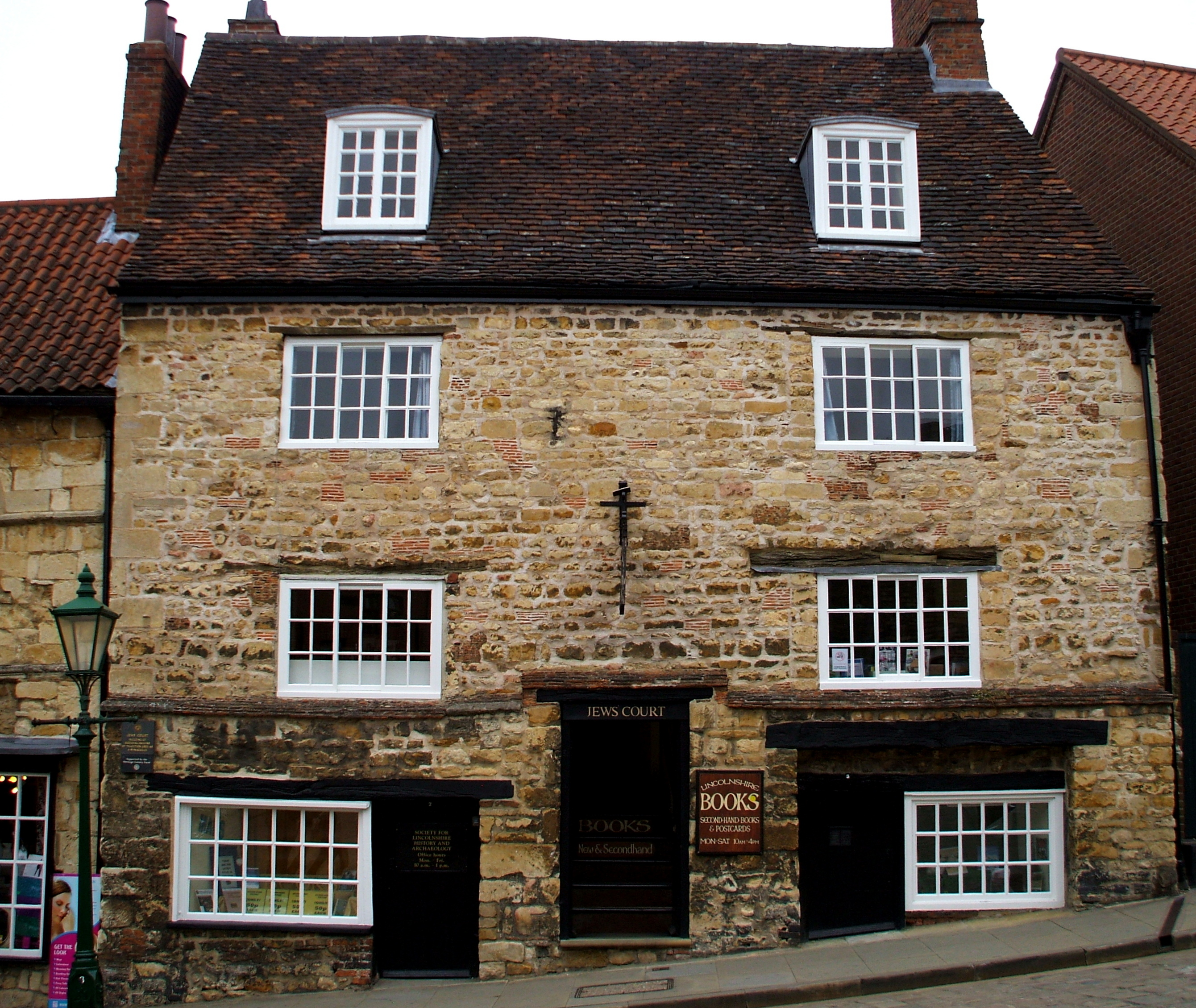
猶太人之家

林肯是英格蘭五個主要猶太人聚居地之一，早在 1154 年正式成立之前就已經建立。 1190 年，始於諾福克郡金斯林的反猶暴亂蔓延至林肯；猶太人向王室官員尋求庇護，但他們的家園仍被洗劫一空。諾曼樓（Norman House）是一座兩層樓高的臨街建築，建築證據顯示其建造時間在1170年至1180年之間。多年來，該建築一直被稱為“猶太人亞倫之家”，並在許多文獻中以此類推，因為它被認為是猶太商人林肯的亞倫（約1125-1186年）之故居 ，但這種說法現在被認為是錯誤的。雖然如此，附近的猶太人之家（Jew's House）仍被認為與中世紀林肯繁榮的猶太社區有關。。猶太人之家是英國現存最早的聯排別墅之一，估計建於 1170 年左右。 1255 年，當地發生了「血祭誹謗」事件，林肯的知名猶太人，被指控綁架並在舉行儀式殺害了一名基督教男孩（中世紀民間傳說中的林肯小聖休），他們被關進倫敦塔，18 人被處決。 1290 年，猶太人全數被驅逐出英國。
十三世紀的林肯是英格蘭第三大城市，受到許多國王的寵愛。在第一次男爵戰爭中，它捲入了英國國王與法國結盟的叛軍男爵之間的衝突。法軍和叛軍在此地以及多佛被英軍擊敗。此後，該鎮因支持路易王子而遭到洗劫。在1266年的第二次男爵戰爭中，被剝奪繼承權的叛軍襲擊了林肯的猶太人，洗劫了猶太教堂，並燒毀了登記債務的記錄。

### 衰退、解體和破壞

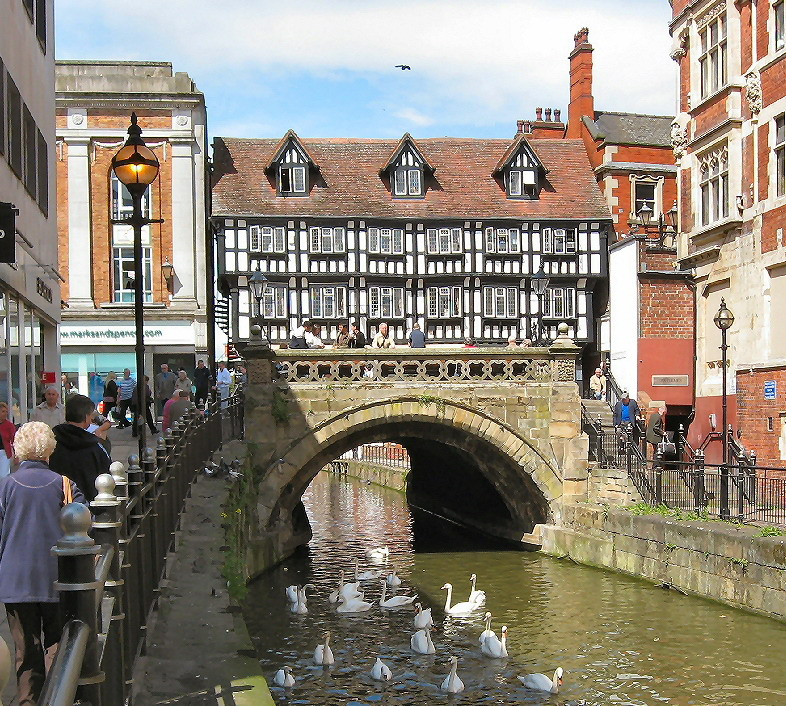
建於16世紀的高橋

林肯從 14 世紀開始衰落，但其貿易和通訊在 15 世紀仍然興旺發達。至少從《末日審判書》時期起，它就屬於林賽（Lindsey）西區，但自 1409 年起，該市擁有自己的郡級機構：林肯市郡，因此擁有任命其治安官的權利，將林肯市與其所在郡治安官的管轄範圍相分離。此後，歷代君主又賦予了林肯額外的權利，包括設立檢驗辦公室以控制金屬製造業。現存最古老的英語世俗戲劇《學生與女孩的間奏曲》 （約 1300 年）是以東米德蘭地方話寫成，因此該劇可能源自林肯或貝弗利。
林肯的紋章，未經紋章院正式認可，據信可追溯至14世紀。紋章為銀色，位於一個紅色十字形圖案之上，並帶有百合花飾。據信，十字圖案源自該教區。百合花飾象徵著座堂敬獻給聖母瑪利亞的儀式。紋章的座右銘是「林肯城」（CIVITAS LINCOLNIA）。
修道院的解散切斷了林肯教區的主要收入來源，並使其主教掌控的庇護網絡枯竭。光是在林肯城就有七座修道院關閉，附近的幾座修道院也隨之關閉，這進一步削弱了該地區的政治權力。 1549年，林肯座堂的尖頂腐爛倒塌，且無人重建，這標誌著林肯經濟和政治的衰落。然而，後中世紀時期林肯的相對貧困使其保留了一些前中世紀的建築，這些建築在更繁榮的城市多數已經消失。
1642年至1651年英國內戰期間，林肯處於保王黨和議會黨的交界地帶，幾經易手。許多建築物嚴重受損。林肯此後既沒有大型工業，也沒有便捷的出海通道。 18世紀初，英國其他地區開始繁榮，林肯也因此遭受重創，旅人常常評論說，這個小鎮實際上已經變成了一個只有一條街道的小鎮。

### 革命
到了喬治時代，林肯的命運開始好轉，這在某種程度上要歸功於英國農業革命。福斯水道的重新開放，緩解了煤炭和其他工業必需原料的進口壓力。隨著這段時期林肯市的經濟成長，城市面積也逐漸擴大，將西公地（West Common）也納入其中。至今，每年都會在林肯市邊界舉行「跨越邊界」健行。
隨著鐵路的通達，林肯在工業革命期間再次繁榮起來，並誕生了拉斯頓、克萊頓、普羅克特和威廉福斯特等幾家著名公司。林肯開始在重型工業領域表現出色，製造了鐵路機車、蒸汽挖掘機和各種重型機械。
也是在這個時候，該鎮的名字在世人的心目中開始被「林肯」一詞的不同含義所掩蓋：林肯指的是美國總統亞伯拉罕·林肯，他領導國家度過了殘酷的美國內戰，並成功廢除了美國境內幾乎所有的奴隸制。亞伯拉罕·林肯的姓氏確實可以追溯到英國林肯，但他的家人在他出生前很久就移民到了美國。現在美國許多地方都以林肯為名，例如內布拉斯加州的林肯。但與英國的林肯同名只是巧合，因為美國的相關地名是以亞伯拉罕·林肯的名字命名的。
1857年，永久性軍事基地「舊軍營」（現為林肯郡生活博物館）竣工。 1890年，“新兵營”（現為索布拉恩軍營）及位於布羅德蓋特（Broadgate）的林肯操練場啟用後，就取代了舊軍營。

### 20、21世紀

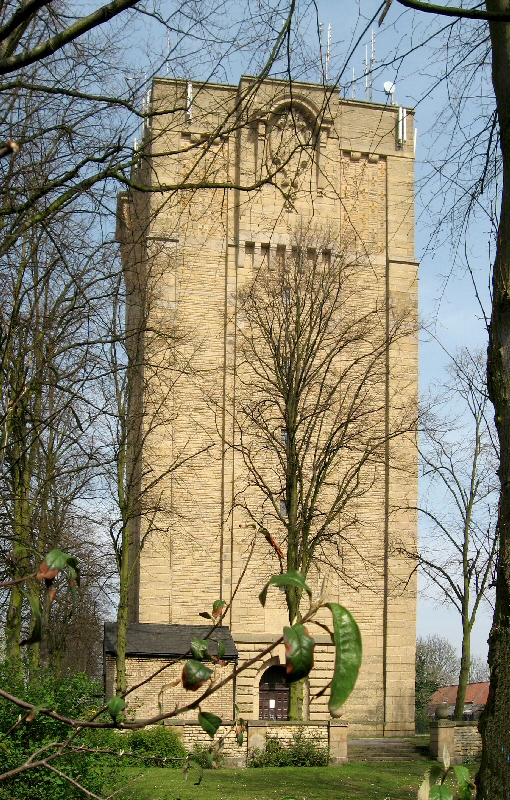
西門儲水塔：磚砌塔身，底部有木門

1904 年 11 月至 1905 年 8 月，林肯市因哈茨霍爾姆湖（Hartsholme Lake）和威瑟姆河河水受污染而爆發傷寒。超過 1,000 人感染，死亡人數總計 113 人。疫情爆發初期，亞歷山大·克魯克山克·休斯頓博士在運作不佳的慢速沙濾器前安裝了一套氯消毒系統，以殺死致命細菌。水的氯化處理一直持續到 1911 年，當時安裝了新的供水系統。林肯成為最早期使用氯消毒供水的城市之一。西門儲水塔的落成使林肯市得到新的供水來源，該塔的水源自諾丁漢郡北部的一座水庫。
在兩次世界大戰期間，林肯轉向軍工生產。第一次世界大戰期間，威廉福斯特公司在林肯發明、設計和製造了第一批坦克，人口成長為公司進一步擴張提供了更多工人。首座坦克在如今屬林肯西南郊區特里頓路（Tritton Road）的土地上進行了測試。第二次世界大戰期間，林肯生產了一系列戰爭物資：坦克車、飛機、彈藥和軍用車輛。
第二次世界大戰期間，共有 26 枚高爆炸彈投向該市，其中約 500 枚燃燒彈（共投擲五次），造成 8 人死亡。 50 棟房屋被摧毀，最嚴重的一次發生在 1941 年 5 月 9 日晚上。1943 年 1 月 15 日星期五，迪克森街地區也遭受了嚴重破壞。1940 年 11 月 19 日夜間，兩枚降落傘地雷落在南公共區的田野裡，爆炸並震碎了鎮上的許多窗戶，但沒有造成更多破壞。1941 年 5 月 8 日，九枚高爆炸彈投至林肯市中心以南的博爾瑟姆公園附近，造成三人死亡。
一架來自英國皇家空軍迪格比基地的噴火戰鬥機和颶風戰鬥機在林肯上空相撞。一名飛行員降落在金斯威附近的田地上，另一名飛行員降落在布蘭斯頓路附近。噴火式戰鬥機墜毀在德雷克街的一棟房屋上，颶風戰鬥機在機上沒有飛行員的情況下繞林肯北部飛行了一圈，然後下降到聖瑪麗勒威格福德教堂的頂部，撞上一排房屋和商店，造成三人死亡，九人受傷。
拉斯頓（Ruston & Hornsby）公司於林肯生產用於船舶和機車的柴油發動機，隨後在 1950 年代初，該公司與弗蘭克·惠特爾和動力噴射機公司（Power Jets Ltd）的前同事合作，開設了第一條用於陸地和海上能源生產的燃氣渦輪發動機生產線。它的成功使其成為該市最大的單一雇主，其工廠和研究設施提供了超過 5,000 個工作崗位，使其成為工業集團的有利收購目標。 1966 年 11 月，它被英國電氣公司收購，後者又於 1968 年被英國通用電氣公司收購，柴油發動機生產被轉移到位於蘭開夏郡牛頓勒威洛斯（Newton-le-Willows）的拉斯頓柴油機部門，即前火神鑄造廠（Vulcan Foundry）。
1980 年代末，佩勒姆廠區與法國阿爾斯通合併，2003 年被德國西門子公司收購，更名為西門子工業渦輪機械公司。這其中包括納皮爾渦輪增壓器業務的剩餘部分。 2008 年初，西門子計劃在北海克姆的蒂爾工業園（Teal Park）建立一座新工廠。儘管如此，西門子還是進行了大規模裁員，並將工作轉移到瑞典和荷蘭。該工廠目前有 1300 名員工。拉斯頓公司的前 Beevor 鑄造廠現由 Hoval 集團擁有，生產工業鍋爐（木屑）。位於威瑟姆河河畔的航太製造廠 於 2009 年 1 月從阿爾斯通航空有限公司轉讓給渦輪發動機工業公司。
林肯市第二大私人雇主是詹姆斯道森父子公司 (James Dawson and Son)，這是一家成立於19世紀末的皮帶和軟管製造商。該公司的兩個工廠位於特里頓路 (Tritton Road)。主工廠位於林肯大學旁邊，曾使用林肯市最後一台燃煤鍋爐，直到2018年7月才被瓦斯鍋爐取代。
1945年後，新的郊區出現，但重工業在20世紀末衰落。隨著林肯大學布雷福德校區的建成（該校區於1996年啟用），布雷福德地區得到了極大的發展。 2012年，格羅斯泰斯特主教師範學院也獲得大學地位。

## 經濟
林肯市 34% 的勞動力從事公共行政、教育和衛生行業；25% 從事分銷、餐飲和酒店業。
拉斯頓（現已合併至西門子）工廠及其他工業遺跡仍然存在，空置的工業倉庫建築被改造成多用途建築，林肯大學、林肯郡當地調頻廣播電台和體育館等機構都使用了前工業建築。舊玉米交易所於1848年竣工，現用作購物商場，而較新的玉米交易所於1879年竣工，則被用作餐廳和商店。
林肯附近鄉鎮的大部分服務和就業需求都依賴於林肯市。林肯市與附近鄉鎮的人口總數達到16.5萬人。林肯是中林肯郡就業和設施的主要中心，並在林肯郡大部分地區和諾丁漢郡部分地區發揮區域性作用。根據一份名為《中林肯郡地方規劃核心戰略》的文件，林肯擁有一個人口約30萬人的通勤區。2021年，林肯市議會加入了英國重點城市網絡，以支持該市的公共部門。
林肯大學及其學院為該市小型企業、服務業、餐飲業和娛樂場所的發展做出了貢獻。學生宿舍大樓隔壁的一家小型商業機構「智囊團」（Think Tank）於2009年6月開幕。與大學相關的一些娛樂場所包括「引擎棚」（The Engine Shed）和「場地影院」（The Venue Cinema）。「智囊團」的存在也促進了布雷福德池（Brayford Pool）週邊地區的繁榮發展。

### 旅遊

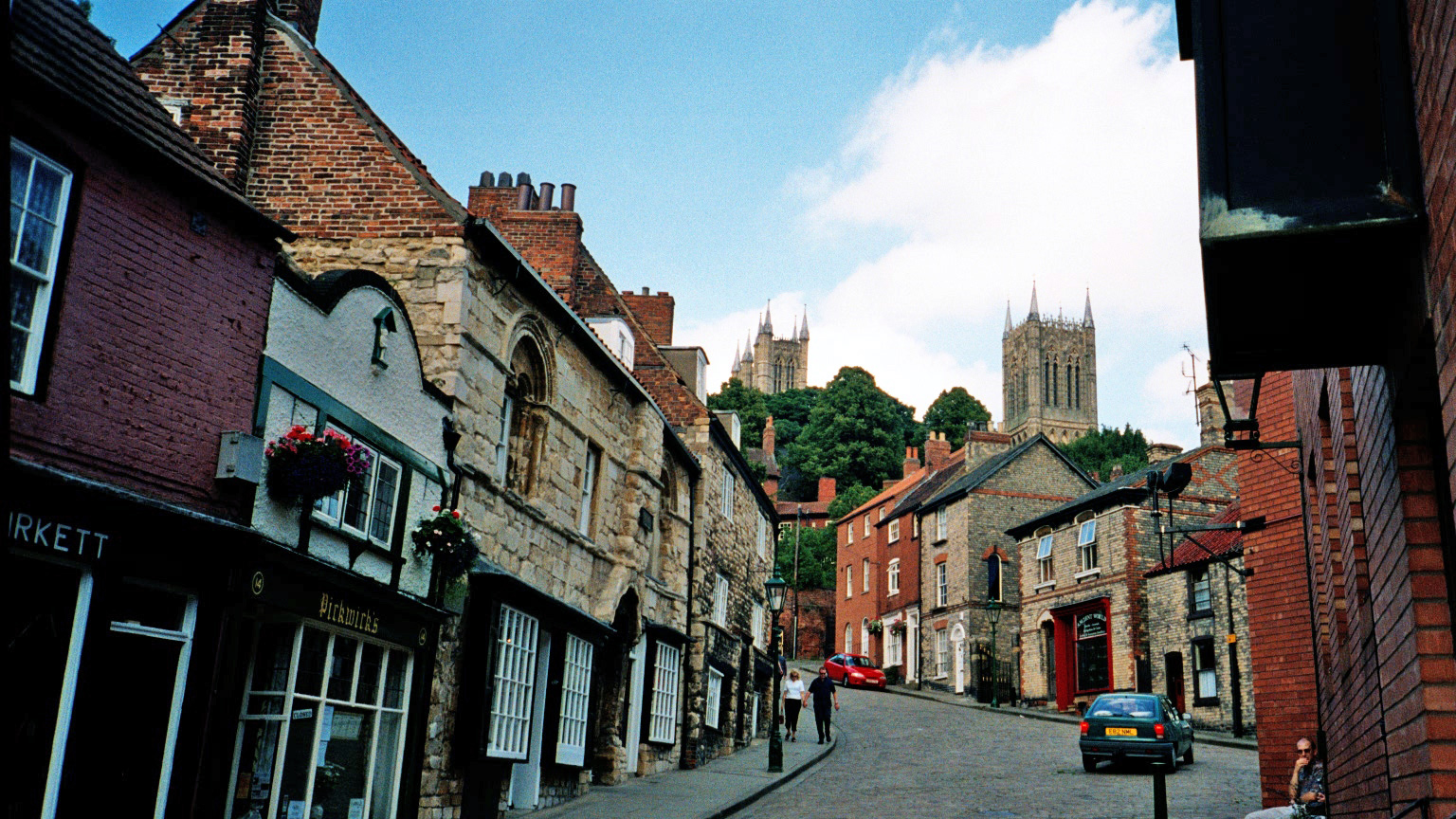
貝爾蓋特 (Bailgate) 歷史街區

該城市是一個旅遊中心，遊客可以參觀林肯座堂、林肯城堡和中世紀主教宮殿等歷史建築。
林肯博物館亦是重要的景點，部分藏品位於專門建造的場館內。目前館藏超過200萬件藏品，並入圍2006年古爾本基安獎（Gulbenkian Prize）的四強。林肯郡官方考古發掘的所有材料最終都會存放於此。其他景點包括林肯郡生活博物館和國際轟炸機指揮中心。
每年十二月初，聖誕市集都會在林肯城堡內及外圍的貝爾蓋特（Bailgate）街區舉辦，其風格借鑒了傳統的德式聖誕市集，包括林肯的姊妹城市葡萄酒之路旁諾伊施塔特的聖誕市集。 2010年，由於英國大部分地區遭遇“暴雪”，該活動首次被取消。2020年12月，由於新冠疫情，該活動再次被迫取消。

## 人口統計

2021年的林肯人口金字塔

### 種族
2021年人口普查顯示，林肯區人口為103,813人。最大的族裔群體是英國白人，佔82.7%，所有其他「白人」族裔佔9.5%，其次是南亞裔（3.2%）、混血兒（2%）、英國黑人（1.4%）、其他少數族裔（0.9%）和阿拉伯人（0.2%）。因此，該市的族裔組成為：白人佔92%，少數族裔佔8%。
15.1% 的林肯居民出生在英國以外，其中 9.6% 來自「其他歐洲國家」。除英國外，最常見的居民出生國家是波蘭（2.6%）、羅馬尼亞（1.4%）和立陶宛（1.1%）。
| 林肯居民的種族分佈（2021 人口普查） |         |       |
| 種族                                | 人口    | %     |
| 白人                                | 95,665  | 92.2% |
| 亞裔或亞裔英國人                    | 3,347   | 3.2%  |
| 混血                                | 2,068   | 2%    |
| 黑人或黑人英國人                    | 1,466   | 1.4%  |
| 阿拉伯人                            | 320     | 0.3%  |
| 其他種族                            | 948     | 0.9%  |
| 總數                                | 103,813 | 100%  |

## 宗教場所

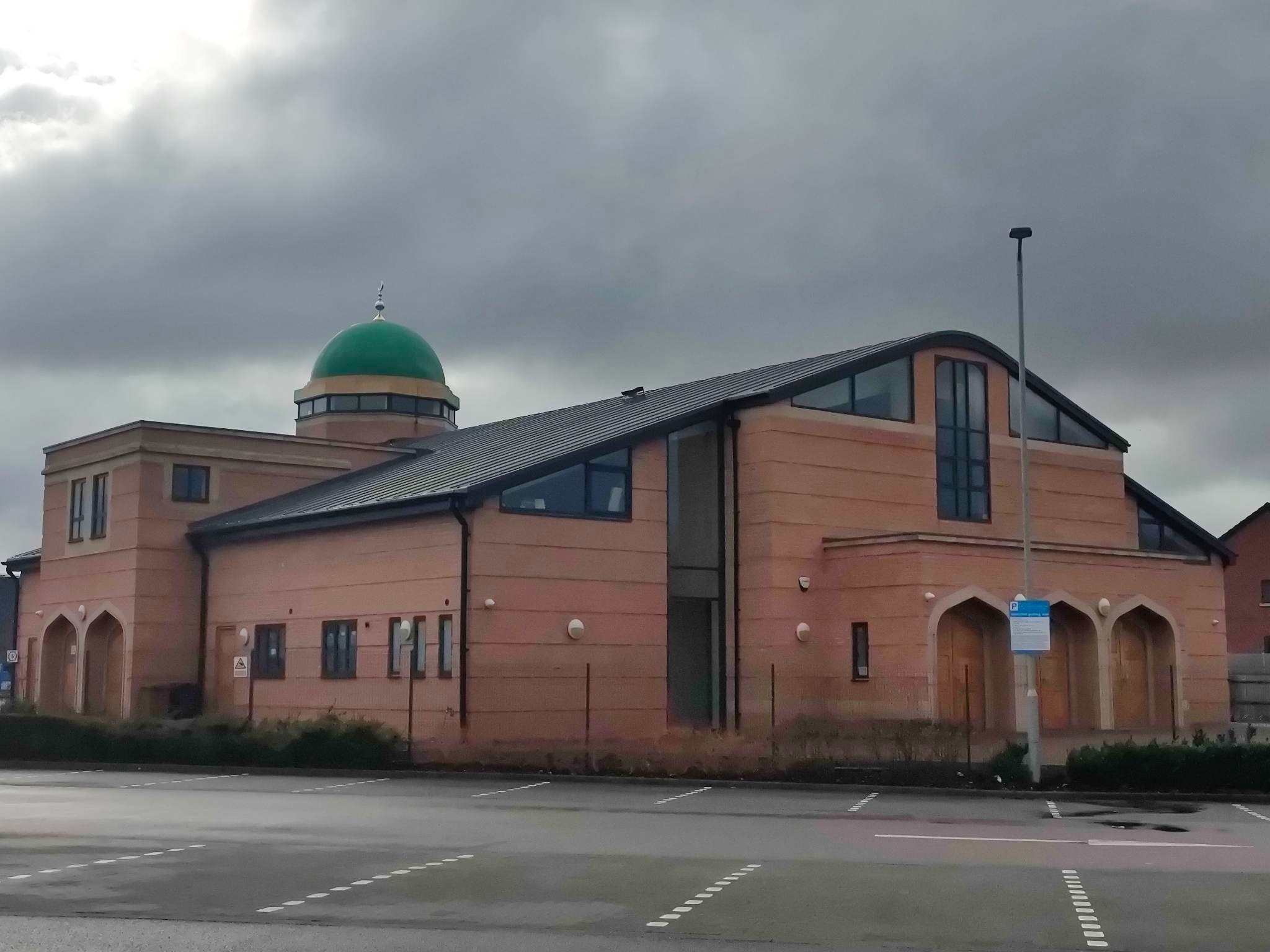
林肯中央清真寺和文化中心

林肯中央清真寺和文化中心位於市中心以南的迪克森街。該市沒有錫克教或印度教寺廟，最近的寺廟在斯肯索普、格里姆斯比、諾丁漢和唐卡斯特。 猶太人的林肯猶太教堂位於陡山（Steep Hill）路一座名為猶太人庭院的古老建築內，據信是中世紀初代猶太教堂的所在地。
林肯是許多活躍和前教堂的所在地。這些教堂服務市中心和鄰近郊區。市內的教堂包括：聖瑪麗·勒·威格福德教堂、聖吉爾斯教堂、聖本篤教堂、聖斯威辛教堂、林肯座堂、聖休教堂、聖凱瑟琳教堂、活力教堂、戈茨聖彼得教堂、中央[[循道宗]教堂、聖尼古拉斯教堂、林肯一位論教堂、以及屬希臘正教會的林肯聖巴西流和聖帕伊西奧斯教堂等。建於 1950 年代的前厄爾米恩聯合歸正教會建築已被當地議會收購，並將於 2025 年被拆除。

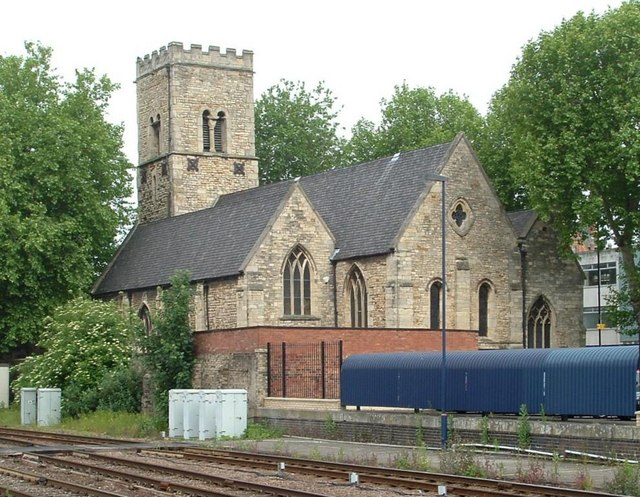
聖瑪麗·勒·威格福德教堂
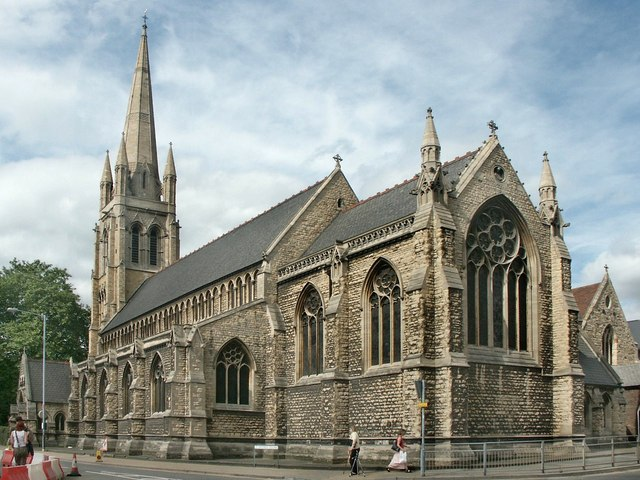
位於林肯市中心的聖斯威辛教堂（St Swithin's Church）
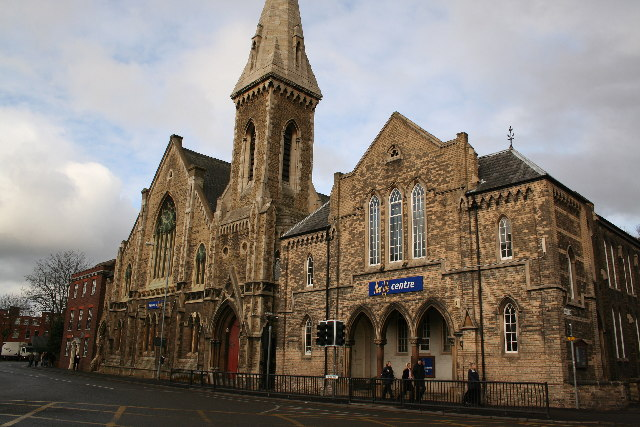
活力教堂（Alive Church）
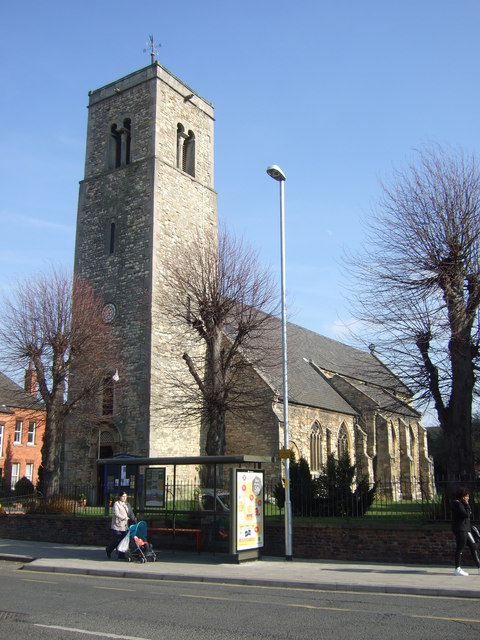
戈茨聖彼得教堂（St Peter at Gowts）
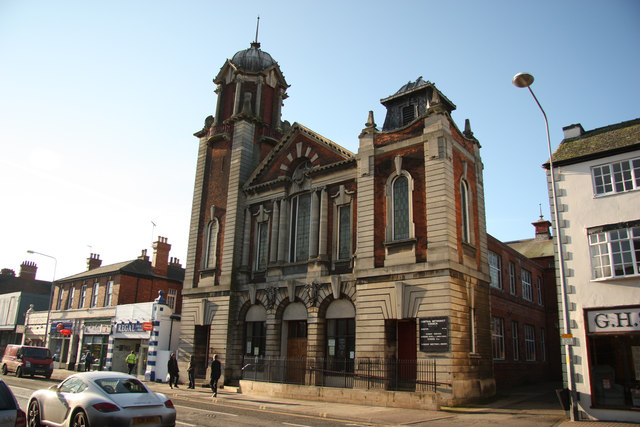
中央循道宗教堂
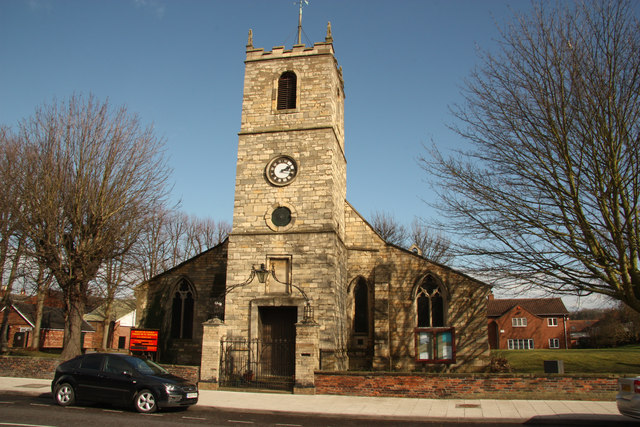
林肯聖巴西流和聖帕伊西奧斯教堂

### 座堂

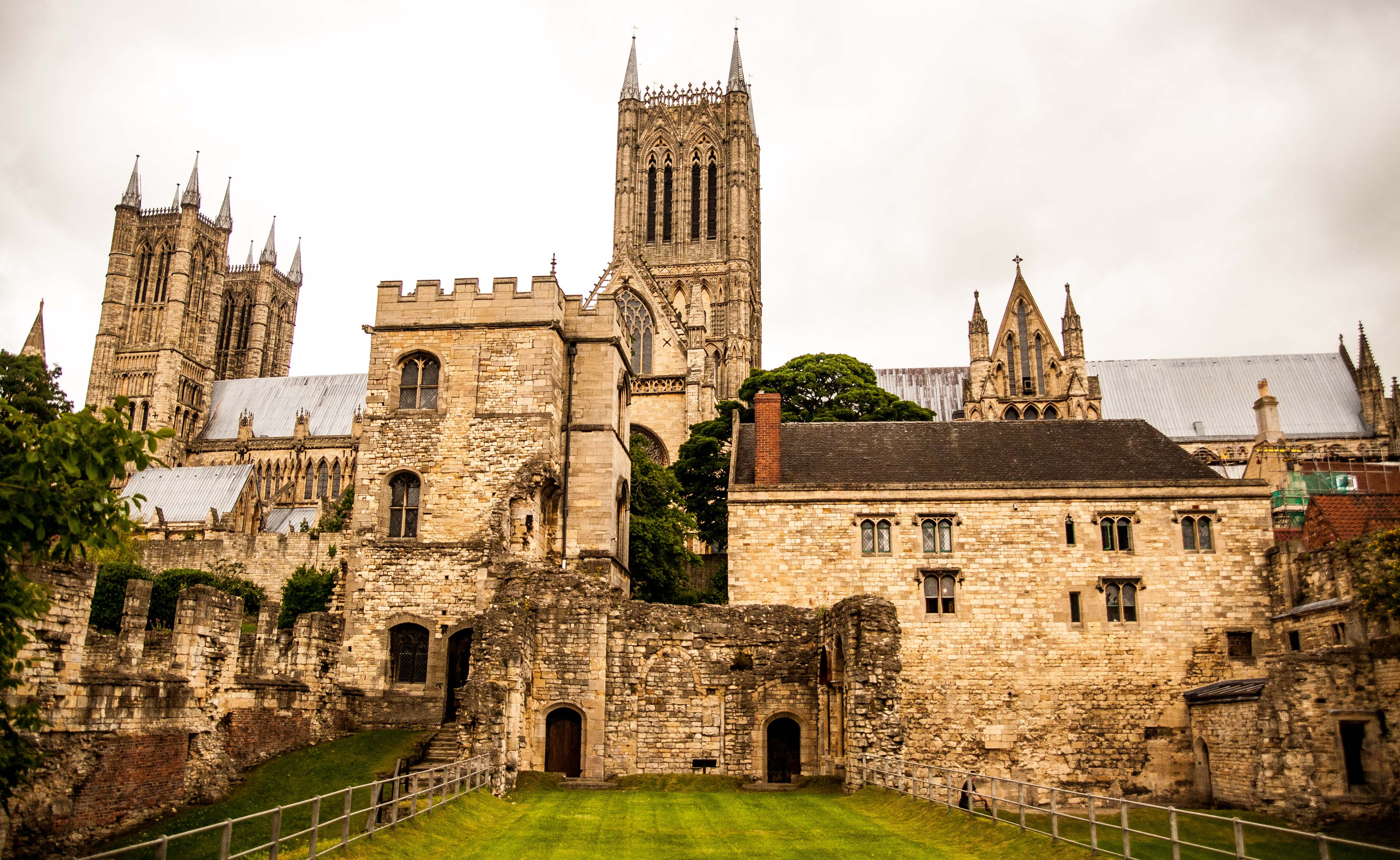
林肯主教宮

第一座林肯座堂始建於城堡對面的封閉或有圍牆的區域內，當時主教座從南牛津郡遷來。它於 1092 年竣工，在一場火災後重建，但在 1185 年東米德蘭地震中倒塌。重建後的座堂向東擴建了幾次，規模宏大，其十字塔頂部的尖頂據稱是歐洲最高的，高 525 英尺（160 公尺）。竣工後，其中央尖頂被廣泛認為取代了埃及金字塔，成為世界上最高的人造建築。
林肯主教是中世紀英國的權貴之一。聖公會林肯教區是英格蘭最大的教區，其修道院數量比英格蘭其他地區的修道院總和還要多，並且該教區依靠大筆地產維持生計。 1215年《大憲章》起草時，林肯主教韋爾斯的休（Hugh of Wells）是見證人之一。大憲章僅存四份原件其中之一就是保存在林肯城堡。
林肯的著名主教包括亨利一世時期的大法官羅伯特·布洛特、被封為林肯聖休的大教堂建造者休、13 世紀的知識分子羅伯特·格羅斯泰斯特、亨利·蒲福、亨利五世和亨利六世的大法官托馬斯·羅瑟勒姆、以及托馬斯·沃爾西。神學家威廉·德·蒙蒂布斯亦曾擔任座堂學校的校長，直至他於 1213 年去世。
座堂的行政中心是主教宮，它是中央建築群的第三個組成部分。主教宮由休於12世紀末建造，是英格蘭最重要的建築之一。其東廳位於拱形地下室之上，是現存最早的有頂住宅大廳。教堂和入口塔樓由阿尼克的威廉主教建造，他在15世紀30年代對宮殿進行了現代化改造。亨利八世和詹姆士一世都曾是這裡的賓客。 1648年，保皇黨軍隊在英國內戰期間洗劫了該座宮殿。

## 地理與環境

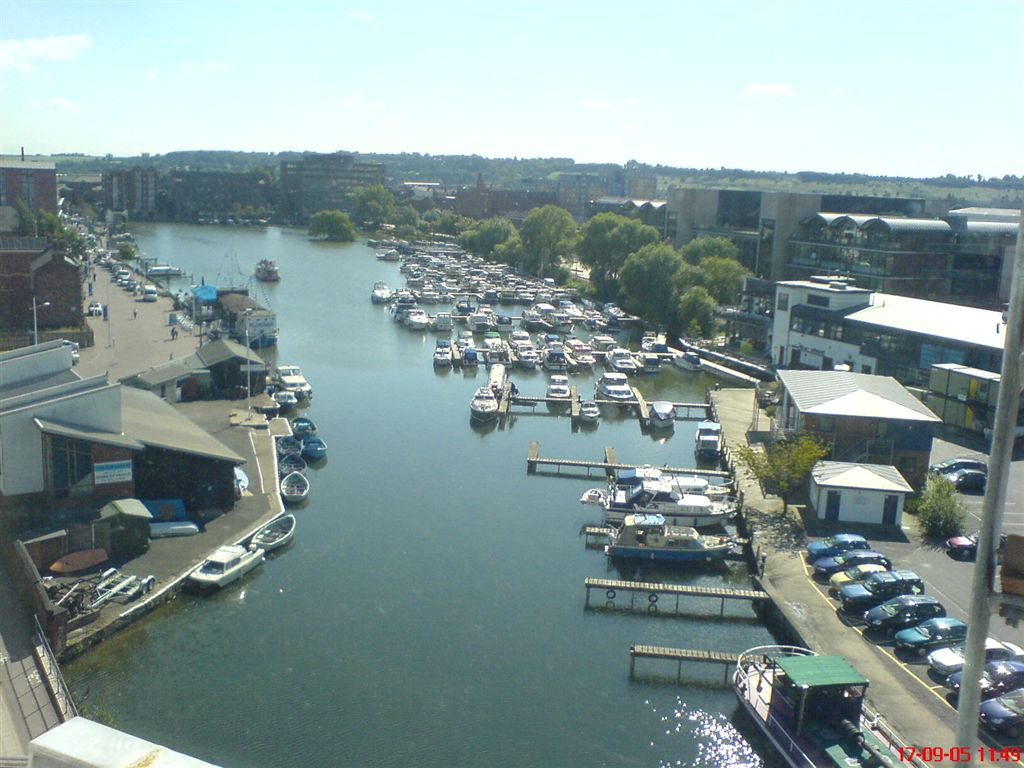
布雷福德池（Brayford Pool）

林肯位於威瑟姆河（River Witham）畔，海拔 67 英尺（20.4 公尺），城堡山海拔 246 英尺（75.0 公尺）。它填補了林肯斷崖的缺口，該斷崖南北貫穿林肯郡中部，海拔最高可達 200 英尺（61 公尺）。該市位於流經此缺口的威瑟姆河畔。該市位於赫爾河畔京斯敦西南 55 英里（89 公里）處，諾丁漢東北 32 英里（51 公里）處，彼得伯勒以北 47 英里（76 公里）處，利茲東南 73 英里（117 公里）處，謝菲爾德東南偏東 40 英里（64 公里）處。
布雷福德池是位於林肯市中心的一個天然水池，由威瑟姆河河道拓寬而成。古羅馬人曾將其用作港口，並透過建造福斯水道（Foss Dyke）將其與特倫特河連接起來，池畔擁有歷史悠久的工業遺產。

### 上坡和下坡

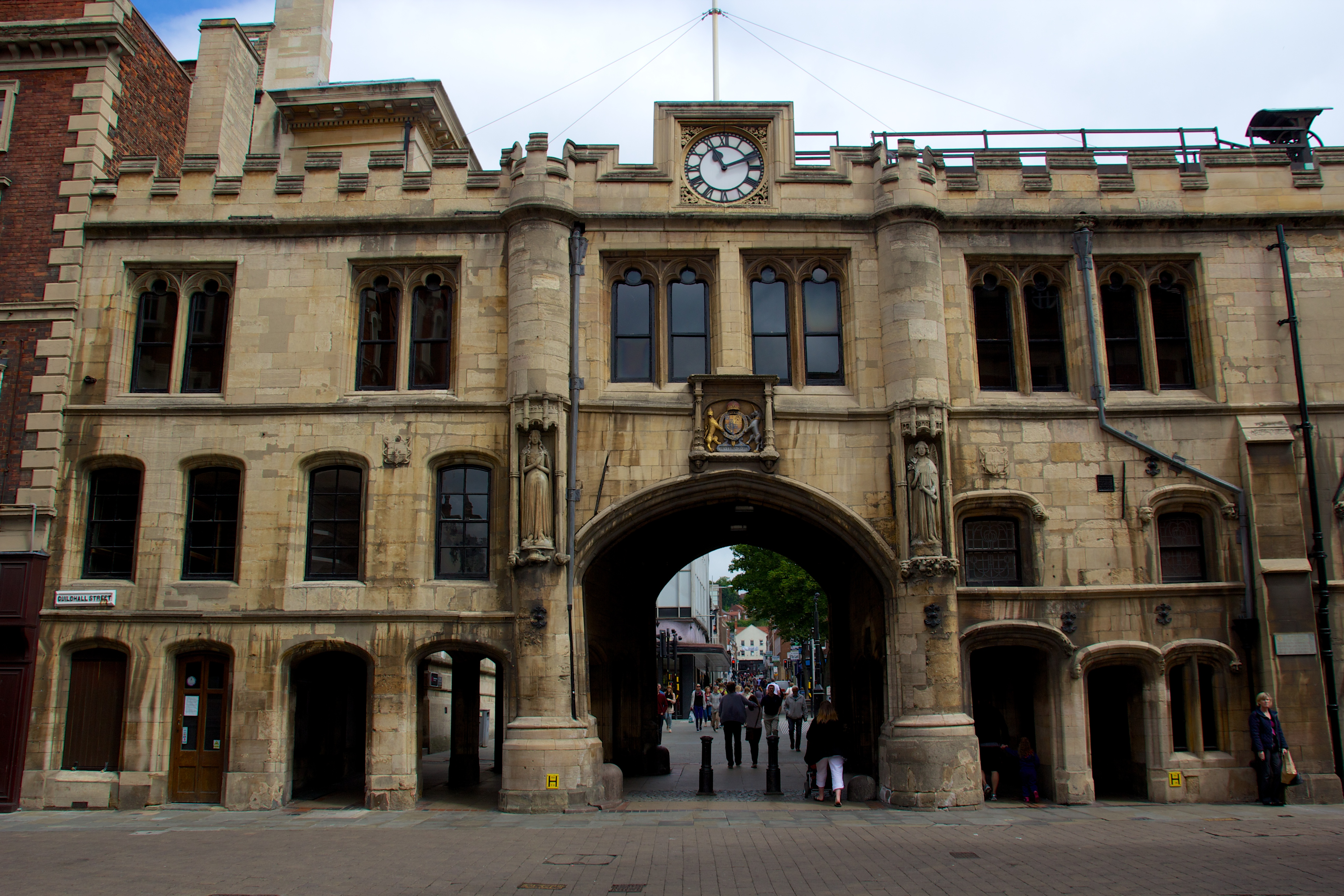
行會及「石弓」拱門（Stonebow）

林肯被市內的山丘非正式地分為兩個區域：上坡（Uphill）和下坡（Downhill）。
上坡地區包括城市北部，位於林肯懸崖（缺口以北）之上。這片區域包括歷史街區，其中包括林肯座堂、林肯城堡和中世紀主教宮殿，當地人稱之為「Bail」（儘管旅遊文獻中將其描述為座堂區）。北部和東北部還有住宅區。下坡地區包括市中心以及南部和西南部的郊區。陡山路（Steep Hill）是一條狹窄的步行街，直接連接市中心和南部。它穿過一座被稱為「石弓」（Stonebow）的拱門。
這種林肯特有的階層劃分曾是重要的階級區別：上坡的人較富裕，下坡的人則較不富裕。這種區別可以追溯到諾曼征服時期，當時宗教和軍事精英佔據著上坡地區。自19世紀中葉以來，該兩地區的發展及擴張淡化了這種差異。

### 生態
疣鼻天鵝是林肯大學的標誌性物種。每年都會有許多對疣鼻天鵝在布雷福德池畔築巢，它們也出現在林肯大學的校徽上。林肯市內其他鳥類包括游隼、灰林鴞和普通翠鳥。
城市邊緣的哺乳動物包括赤狐、西方狍和伶鼬。在威瑟姆河和布雷福德池可以看到河鱸、白斑狗魚和鯿魚等魚類。
自2016年以來，白鷺在伯奇伍德（Birchwood）地區築巢，歐亞水獺也出現在威瑟姆河。這兩種動物都是英國原生物種，在瀕臨滅絕後，正在該地區重新繁衍生息。
多種入侵動植物已抵達林肯市。日本虎杖和喜馬拉雅鳳仙花（Impatiens glandulifera）是威瑟姆河周圍可見的亞洲植物。牛膝菊和琴頸草是城市雜草中常見的美洲植物，此外，美洲水鼬偶爾會在威瑟姆河上出現。

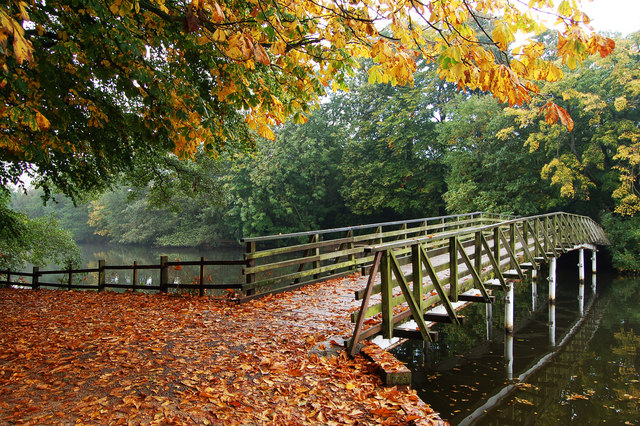
位於林肯市中心西南方的哈茨霍爾姆（Hartsholme）郊野公園
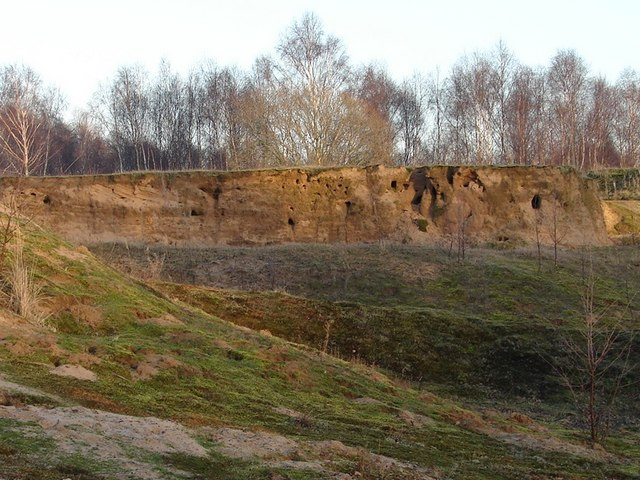
威斯比自然公園（Whisby Nature Park，位於林肯市中心西南方8公里處）的崖沙燕巢穴，攝於2008年
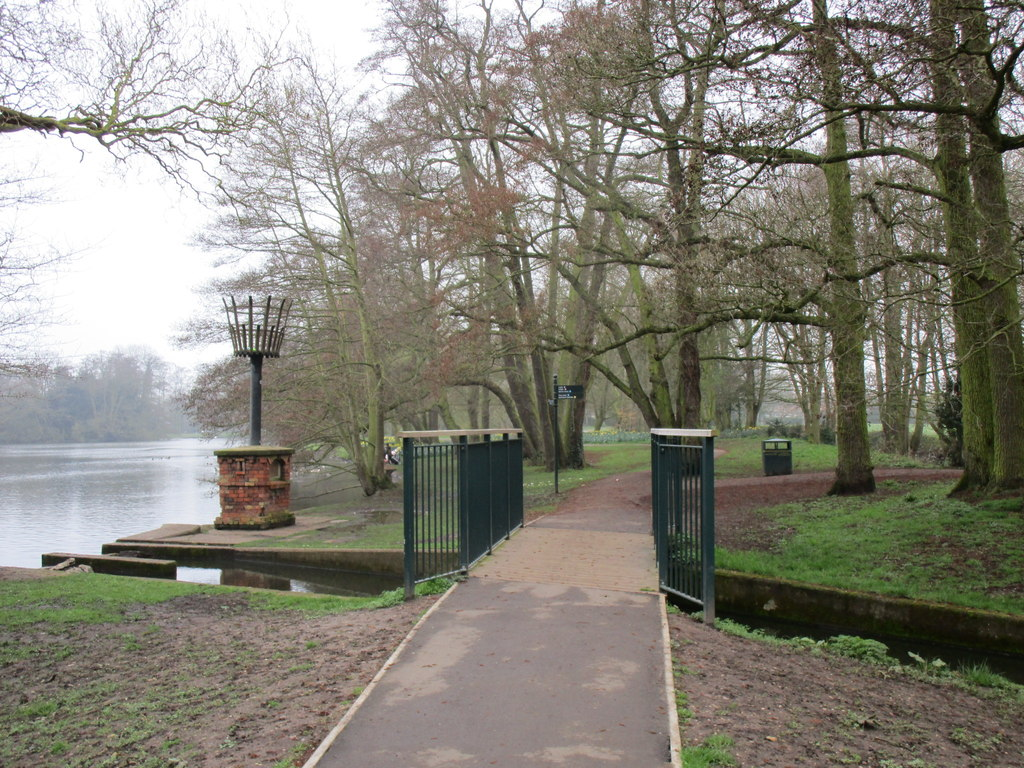
博爾瑟姆公園（Boultham Park）

### 建築面積
林肯市的建成區延伸至市區邊界之外，包括北海克姆鎮以及布雷斯橋荒原（Bracebridge Heath）、坎威克 (Canwick)、南海克姆和沃丁頓 (Waddington) 等村莊。根據2011年人口普查，該區人口為11.5萬人。

### 分區
儘管林肯的行政區邊界相對有限，但它擁有許多古老的郊區，其歷史可追溯到羅馬時期。一些至今仍保留其名稱或其他用途的著名歷史街區包括：
- 僧侶路（Monks Road）- 歷史上被稱為林肯的「東區」。該地區擁有眾多新舊建築，包括但不限於：諸聖教堂、林肯學院、聖休教堂、林肯植物園、僧侶修道院以及林肯郡醫院的部分區域。就居民的種族背景和宗教信仰而言，該地區是林肯市文化最多元化的地區。

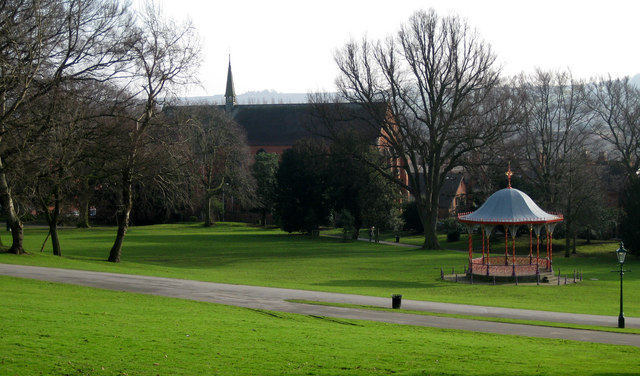
林肯諸聖教堂
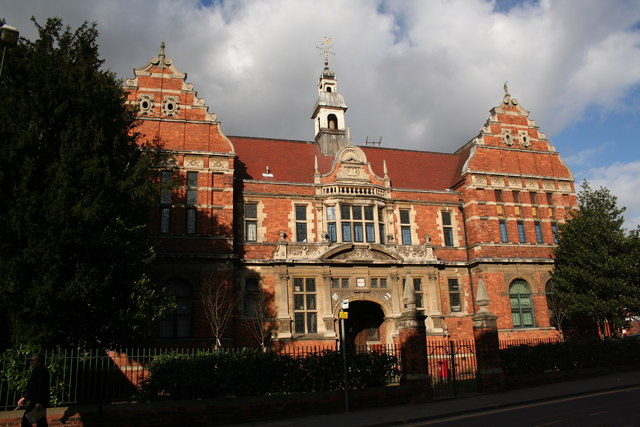
林肯學院科學及藝術部，該樓前身為一座文理中學
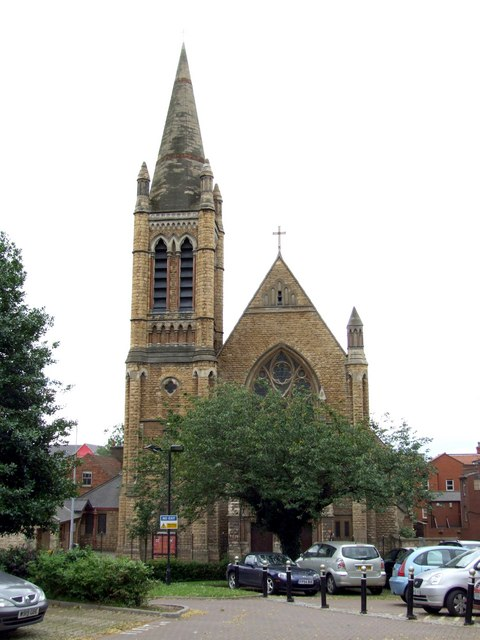
林肯聖休教堂
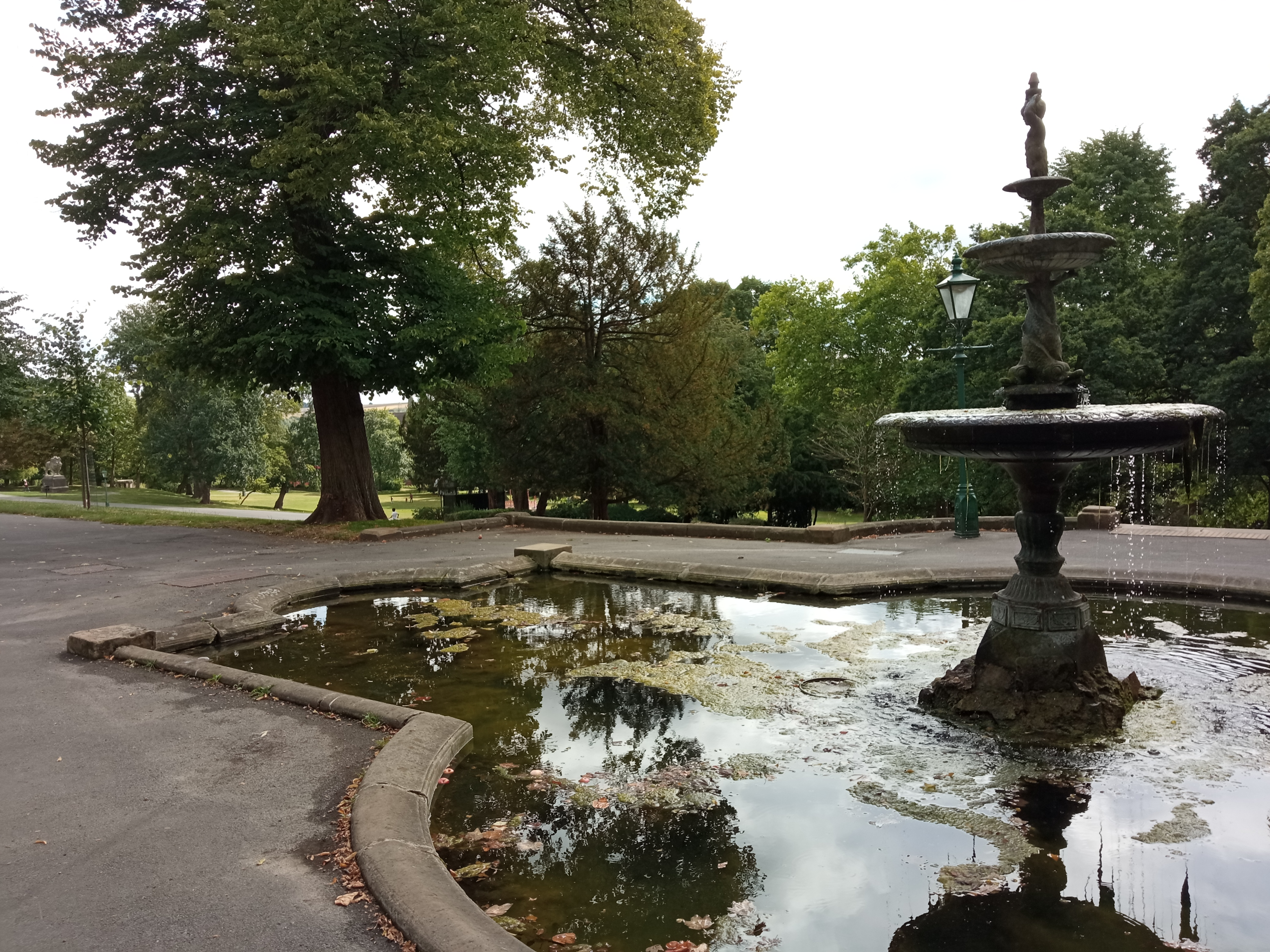
林肯植物園噴水池
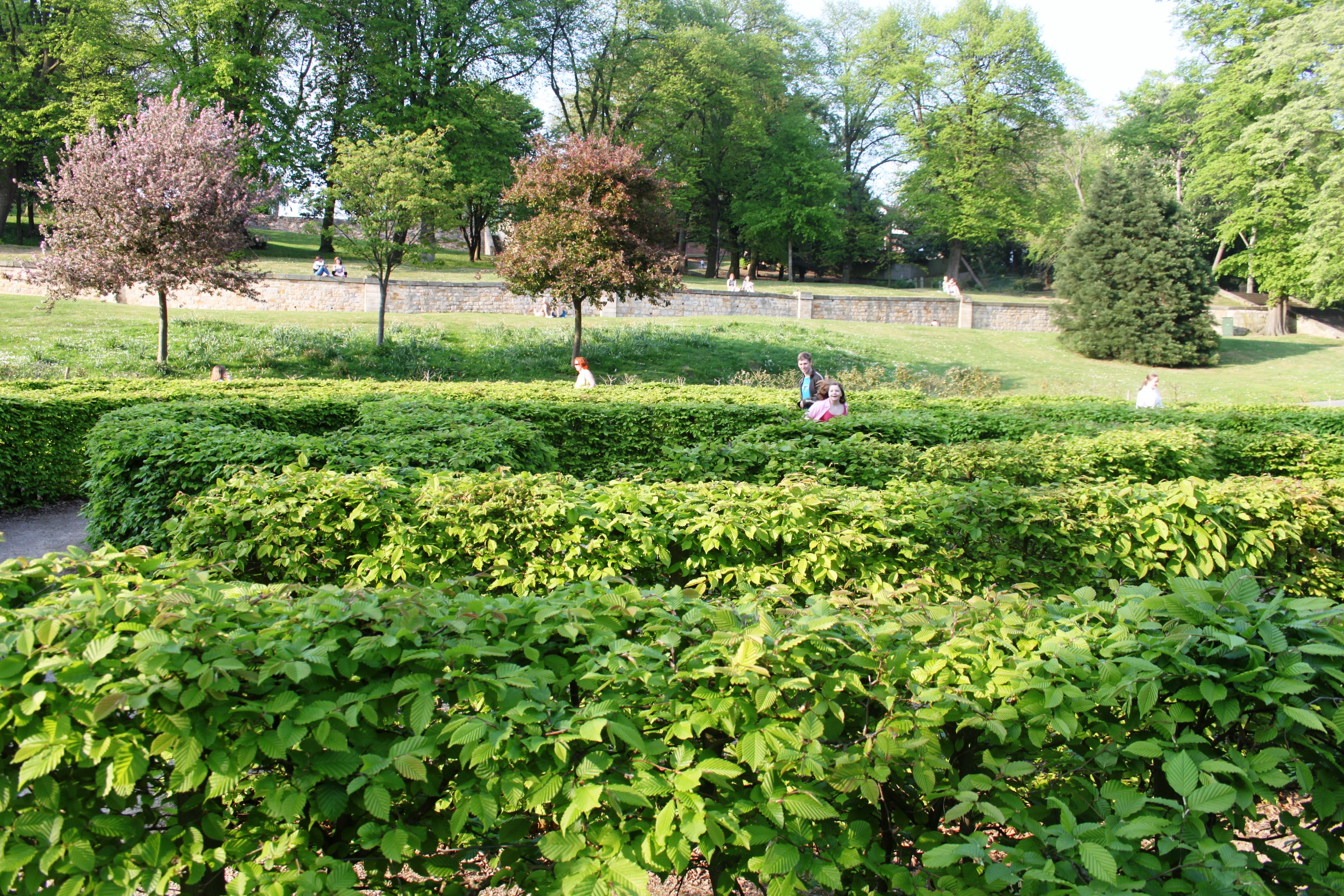
林肯植物園迷宮
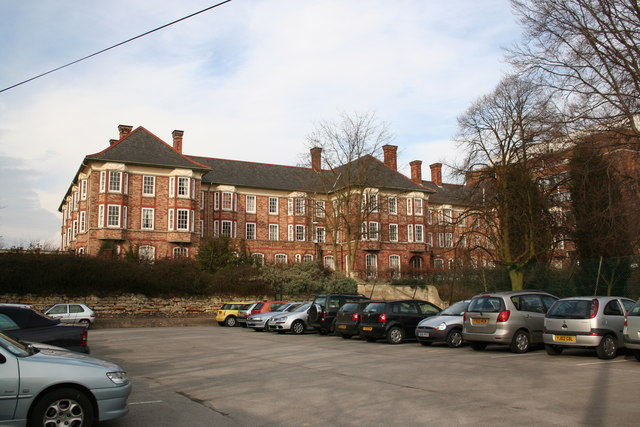
林肯郡醫院

- 新地（Newland）- 歷史上是威瑟姆河畔林肯港的所在地，如今布雷福德池是林肯市最古老的地區之一。它的歷史可以追溯到1100年，至今仍是林肯市最繁忙、歷史最悠久的地區之一。這裡有一系列新舊建築，包括：活力教堂（Alive Church）、布雷福德池、林肯大學、林肯市政廳和鐘聲水鐘。

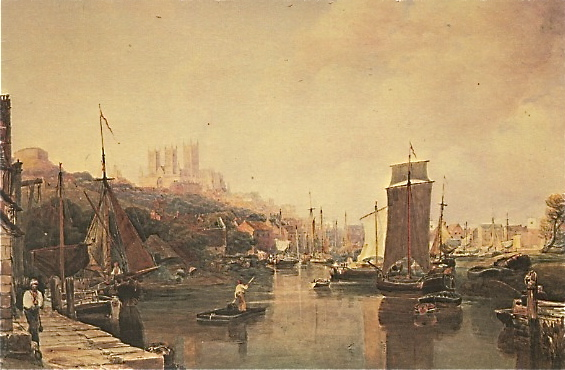
一幅由Peter De Wint於約1820年所畫的的畫作描繪了當時的布雷福德池
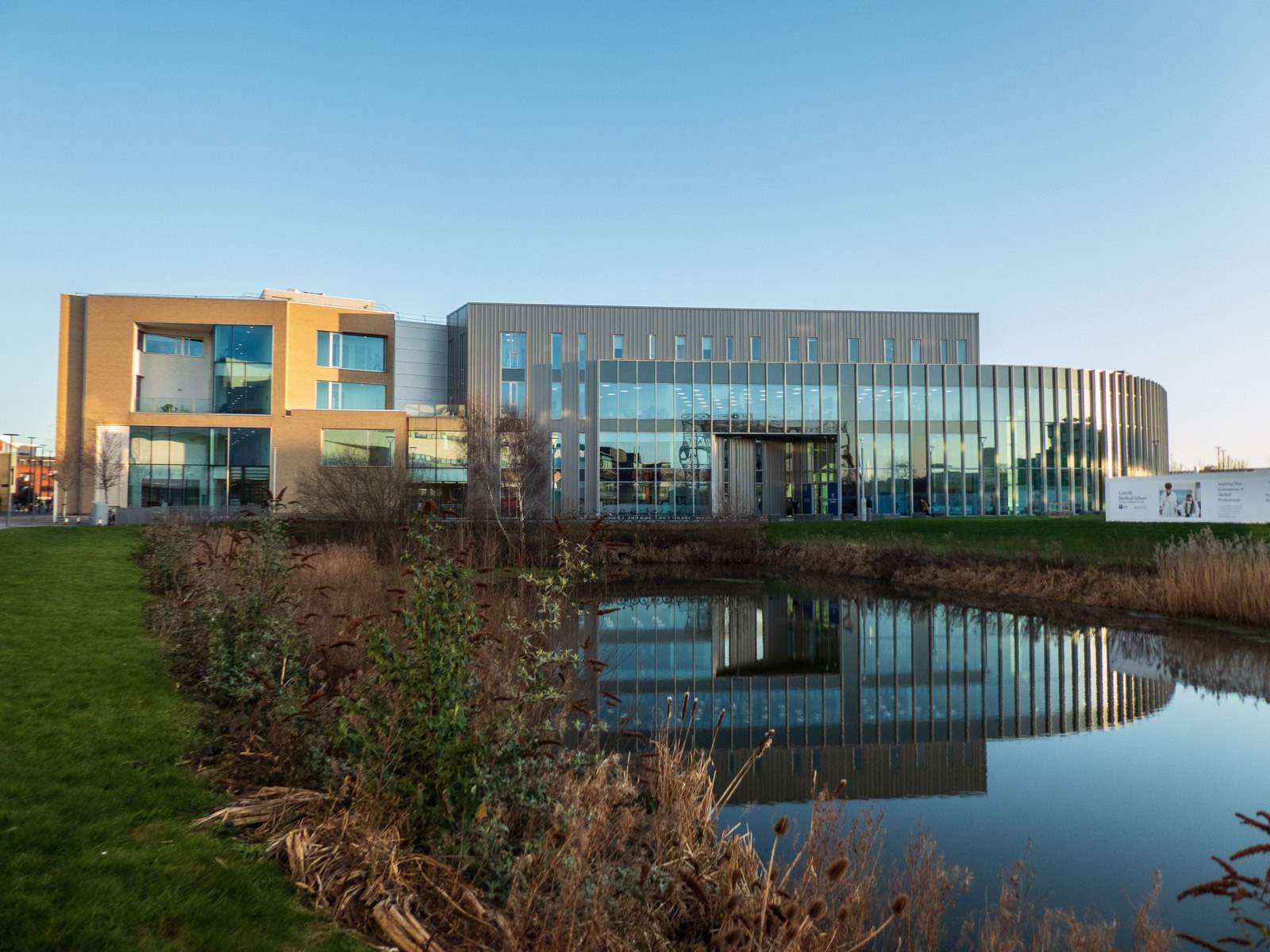
林肯大學牛頓大樓
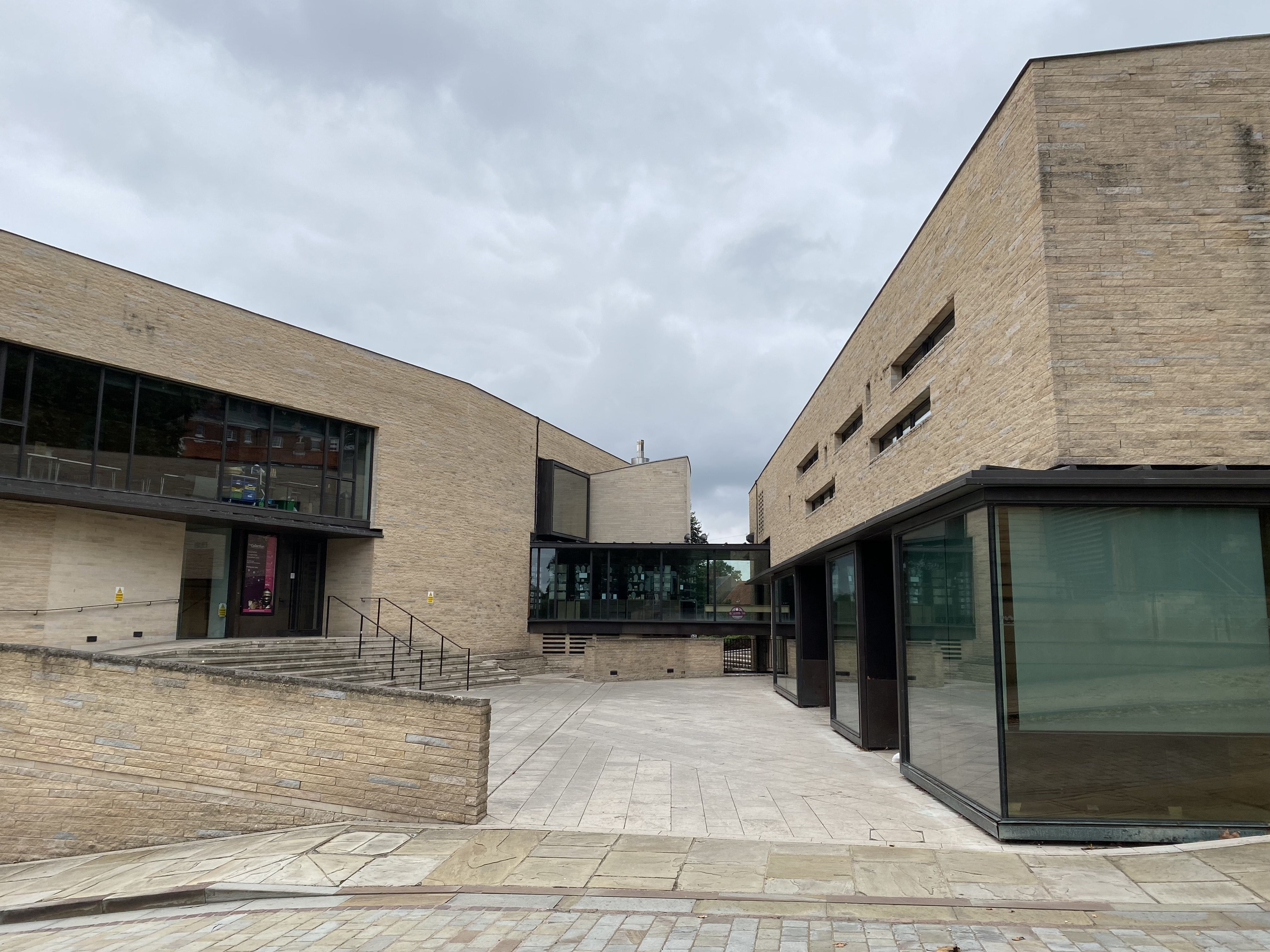
林肯博物館
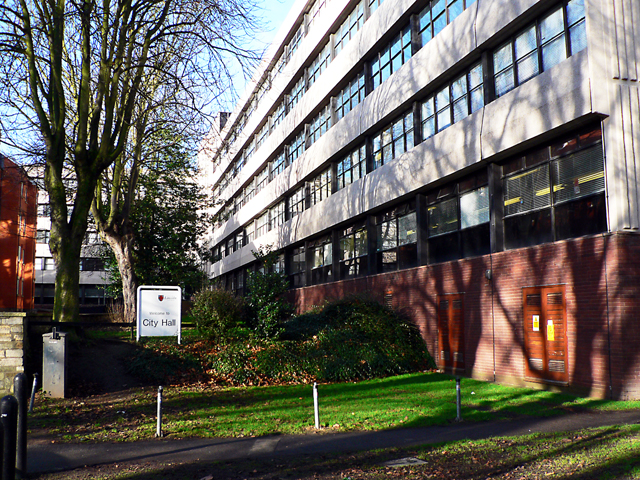
林肯市政廳
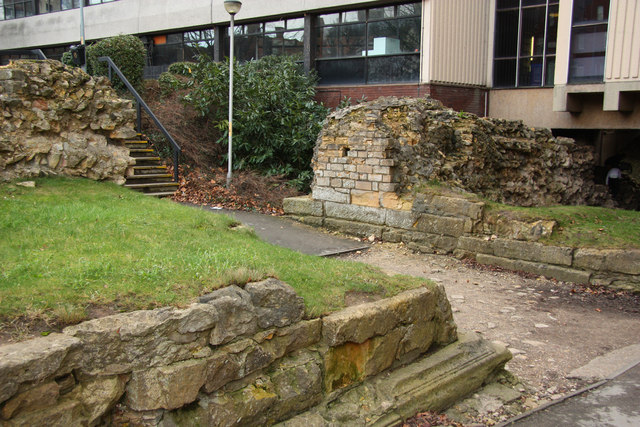
市政廳大樓下方的古羅馬遺址

- 新港（Newport）- 歷史上是林德姆科洛尼亞古羅馬兵營的一部分，其歷史可以追溯到 1269 年。它位於林肯肯城堡及林肯座堂以北，最著名的地標建築是新港拱門、貝爾蓋特衛理公會教堂、西門水塔、聖尼古拉斯教堂和格羅斯泰斯特主教大學。

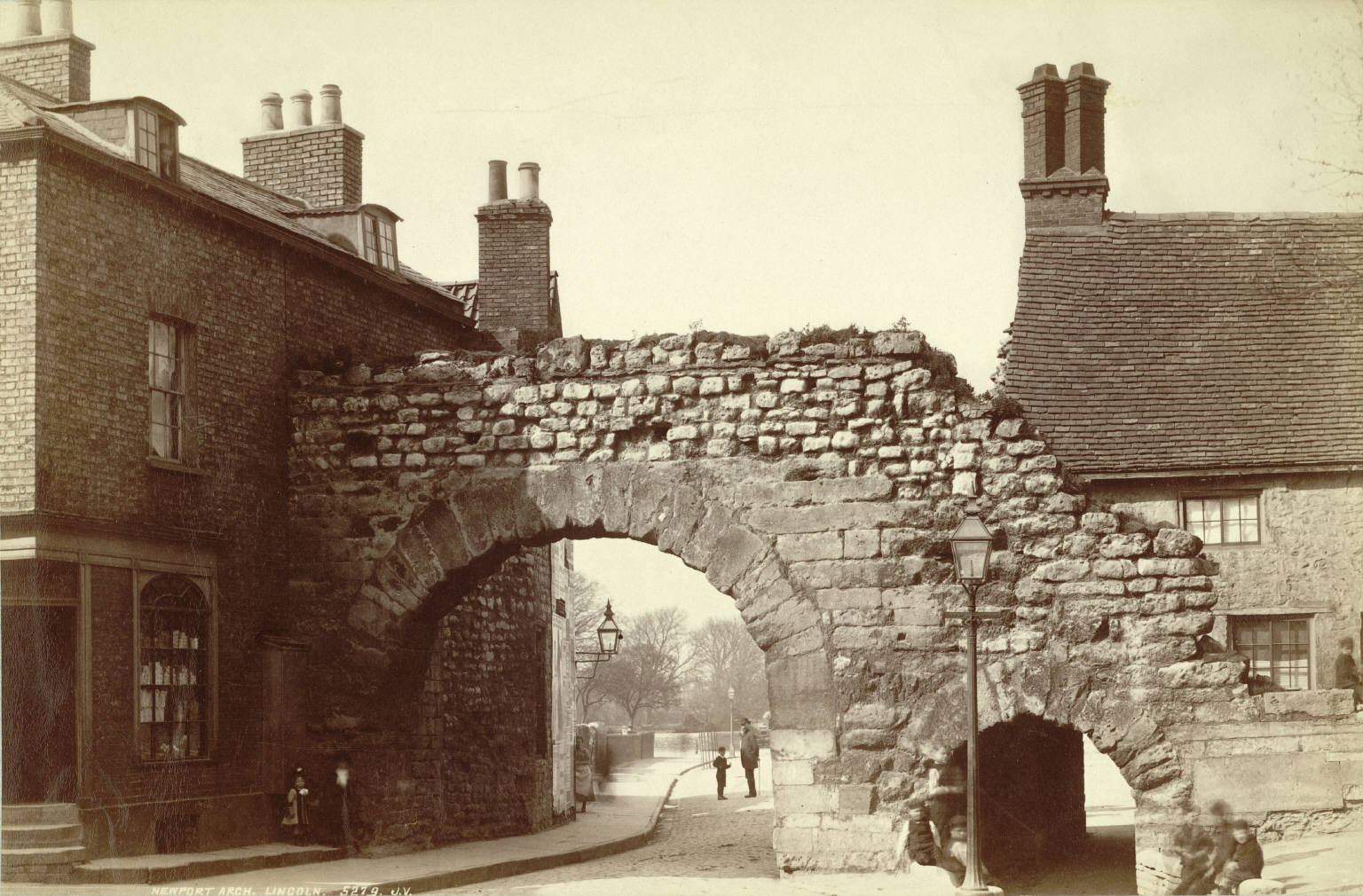
19世紀中期時的新港拱門，現為一級登錄建築
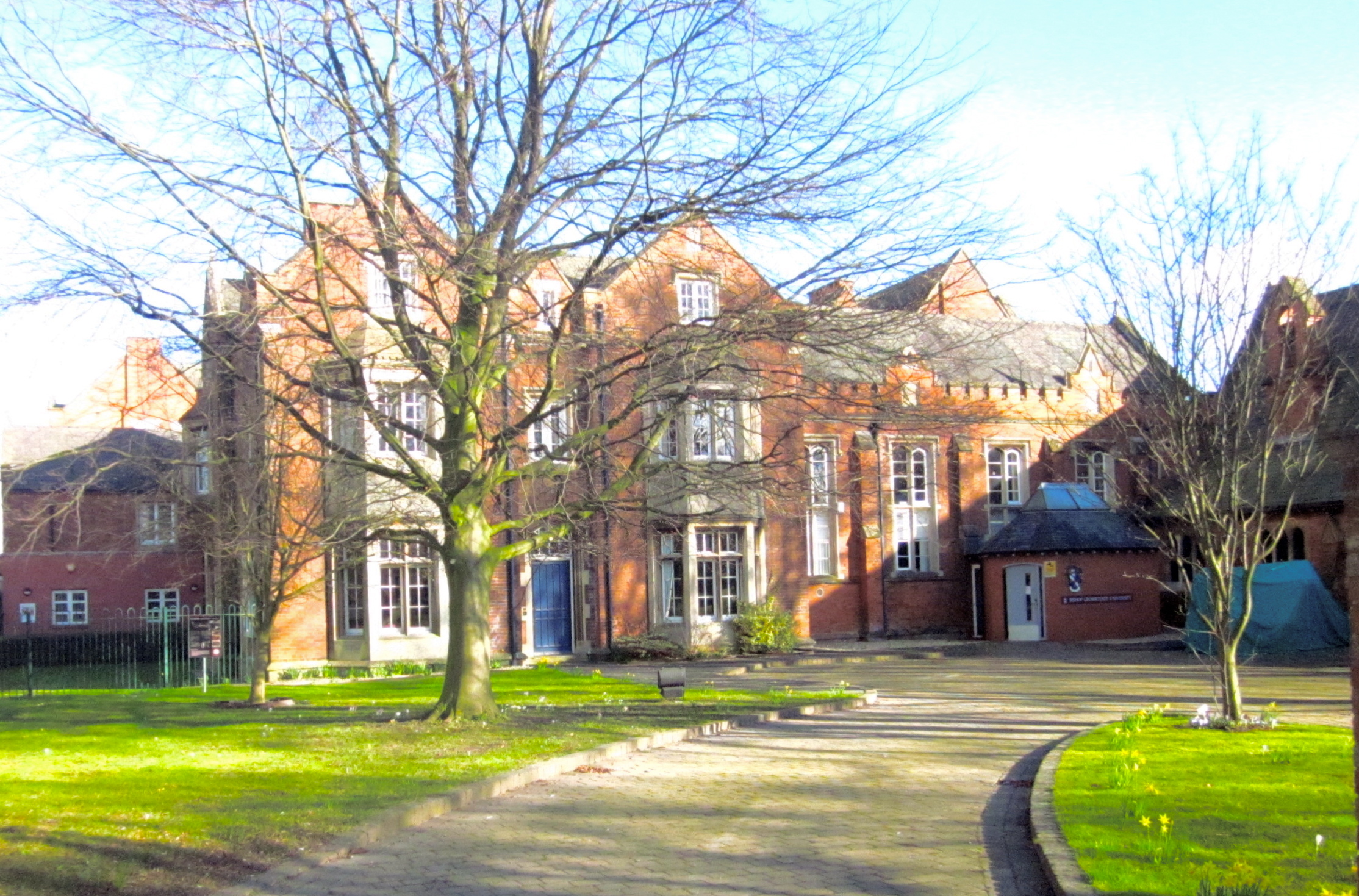
格羅斯泰斯特主教大學初代校舍
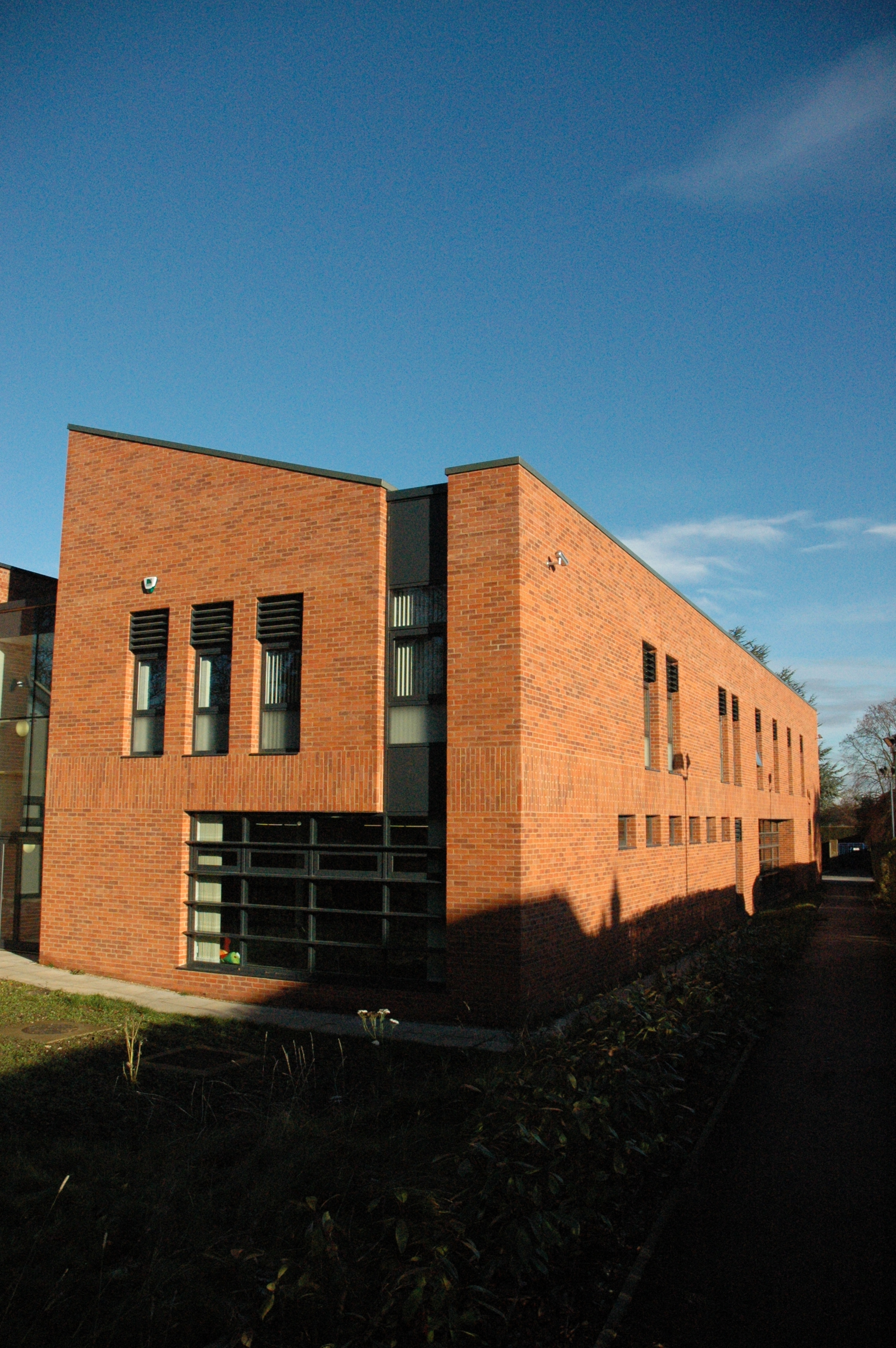
格羅斯泰斯特主教大學圖書館

- 西區- 歷史上是羅馬城露西塔的一部分。它主要是一個由新舊建築組成的住宅區。這裡有林肯看台、西公地（West Common）公園、聖菲斯教堂和福斯水道等著名地標。

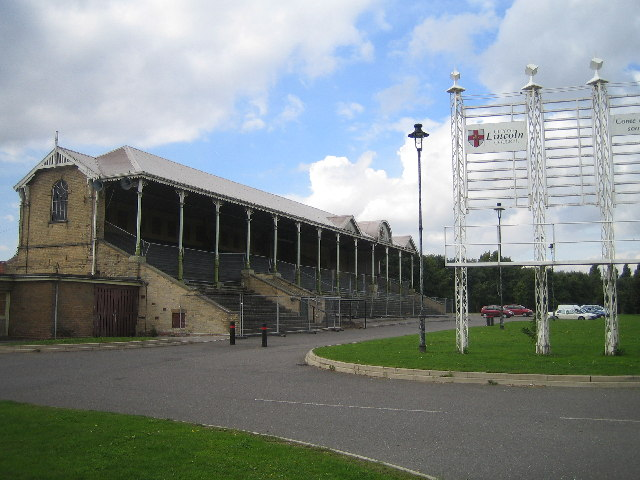
林肯看台，前身是林肯馬場的一部分
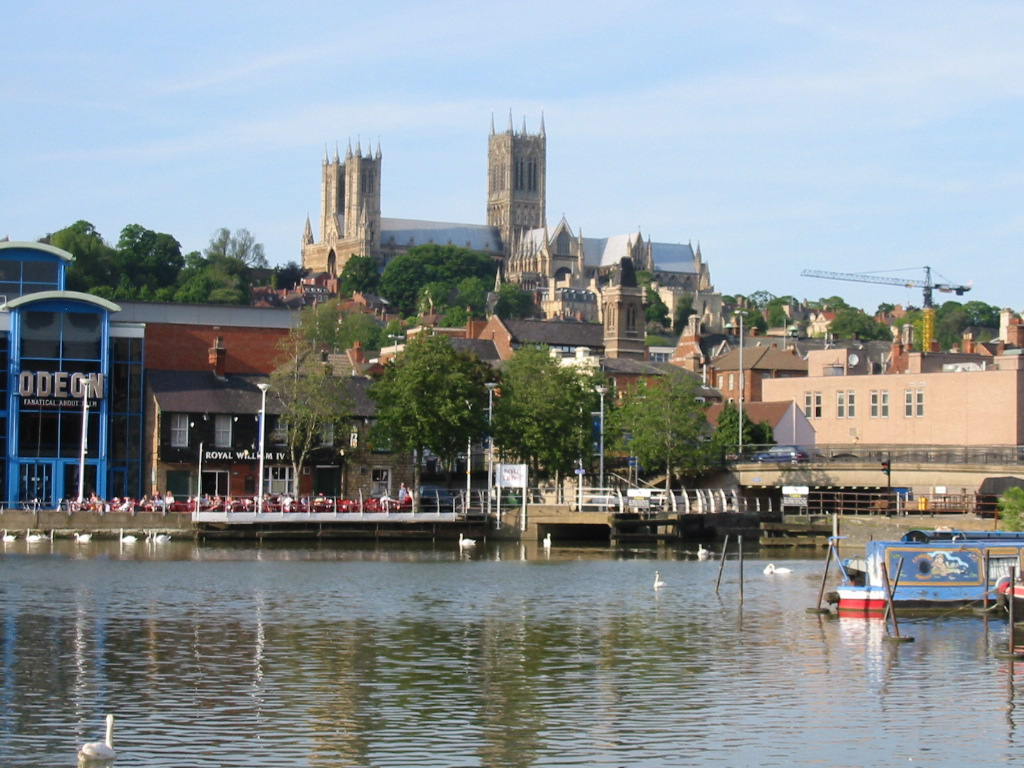
福斯水道（Foss Dyke）與威瑟姆河的交匯處，上方為林肯座堂

- 威格福德（Wigford）- 歷史上與市區分離，如今是林肯市中心和聖凱瑟琳區之間的主要商業街。威格福德擁有林肯的許多地標建築，包括聖瑪麗·勒·威格福德教堂、行會和石弓拱門、戈茨聖彼得教堂、聖巴西流和聖帕伊西奧斯教堂、中央循道宗教堂、托馬斯·庫珀紀念浸信會教堂、倫敦東北鐵路體育場、聖本篤教堂和康希爾區。

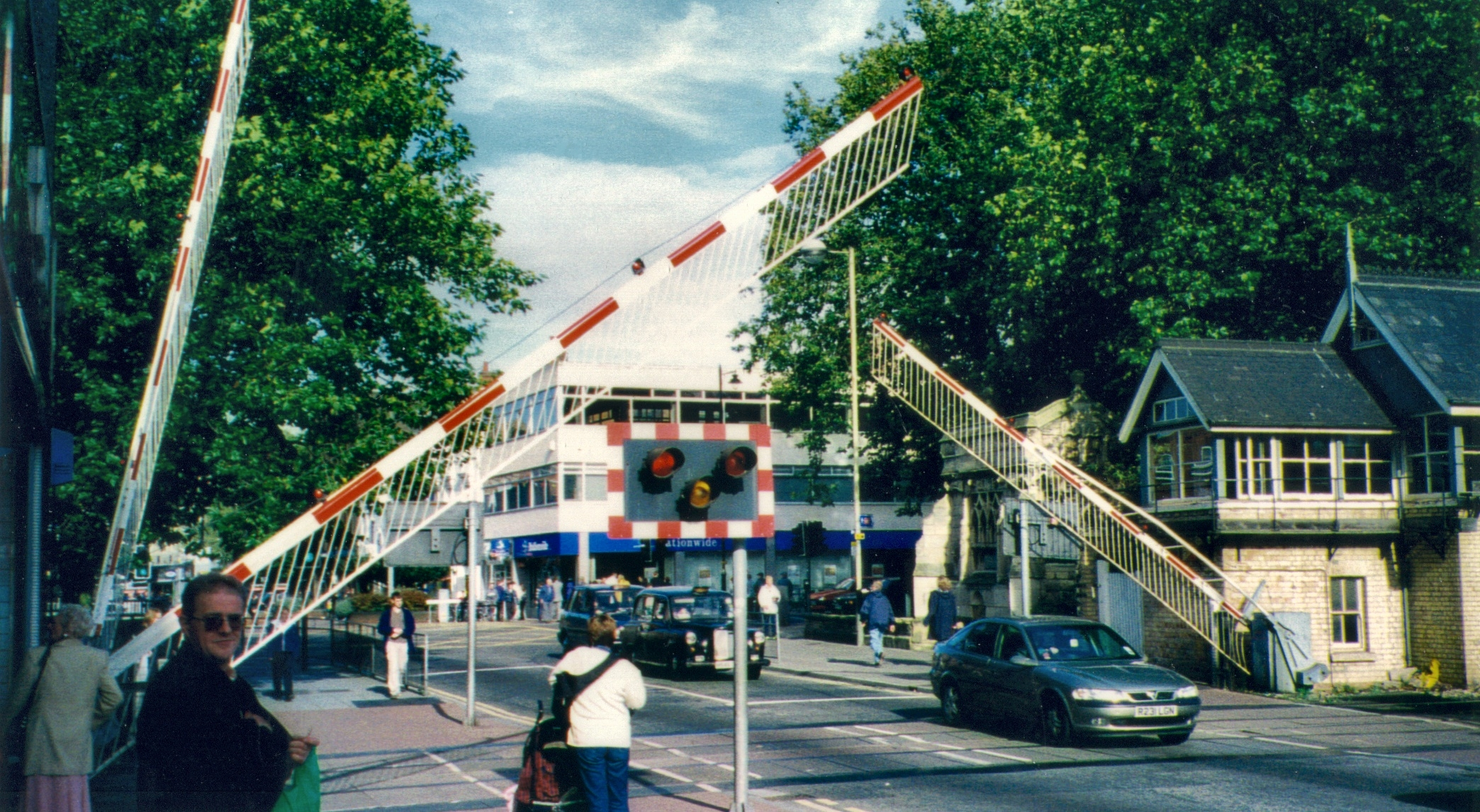
通往林肯聖馬克斯站的鐵路曾穿過林肯高街，但該段鐵路現已拆除
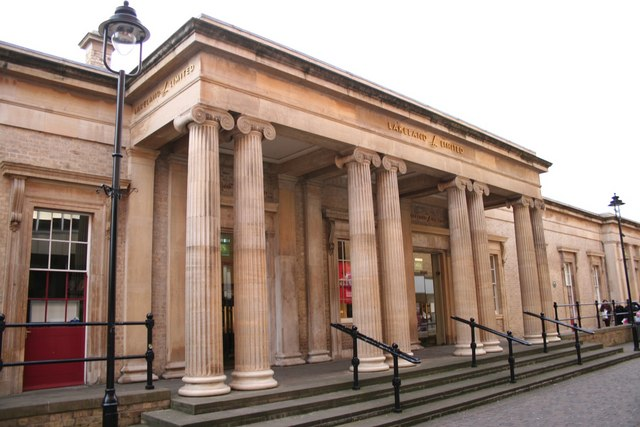
林肯聖馬克斯站站房現已成為聖馬克斯廣場購物中心的一部分
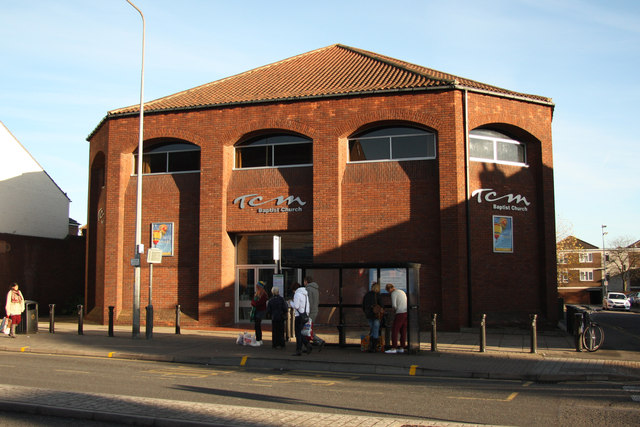
托馬斯·庫珀紀念浸信會教堂
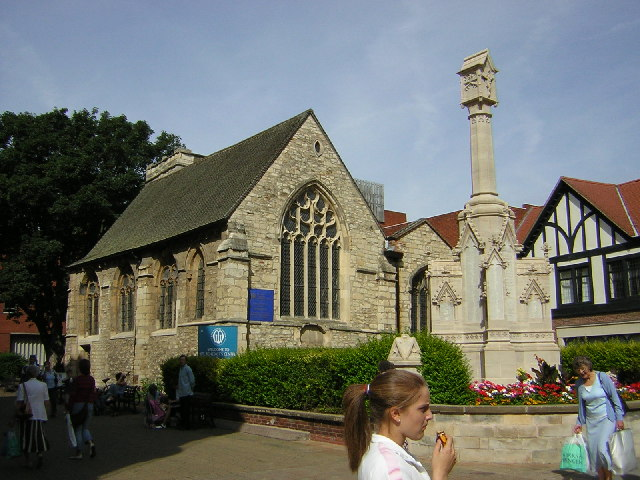
從高街望向聖本篤教堂和戰爭紀念碑
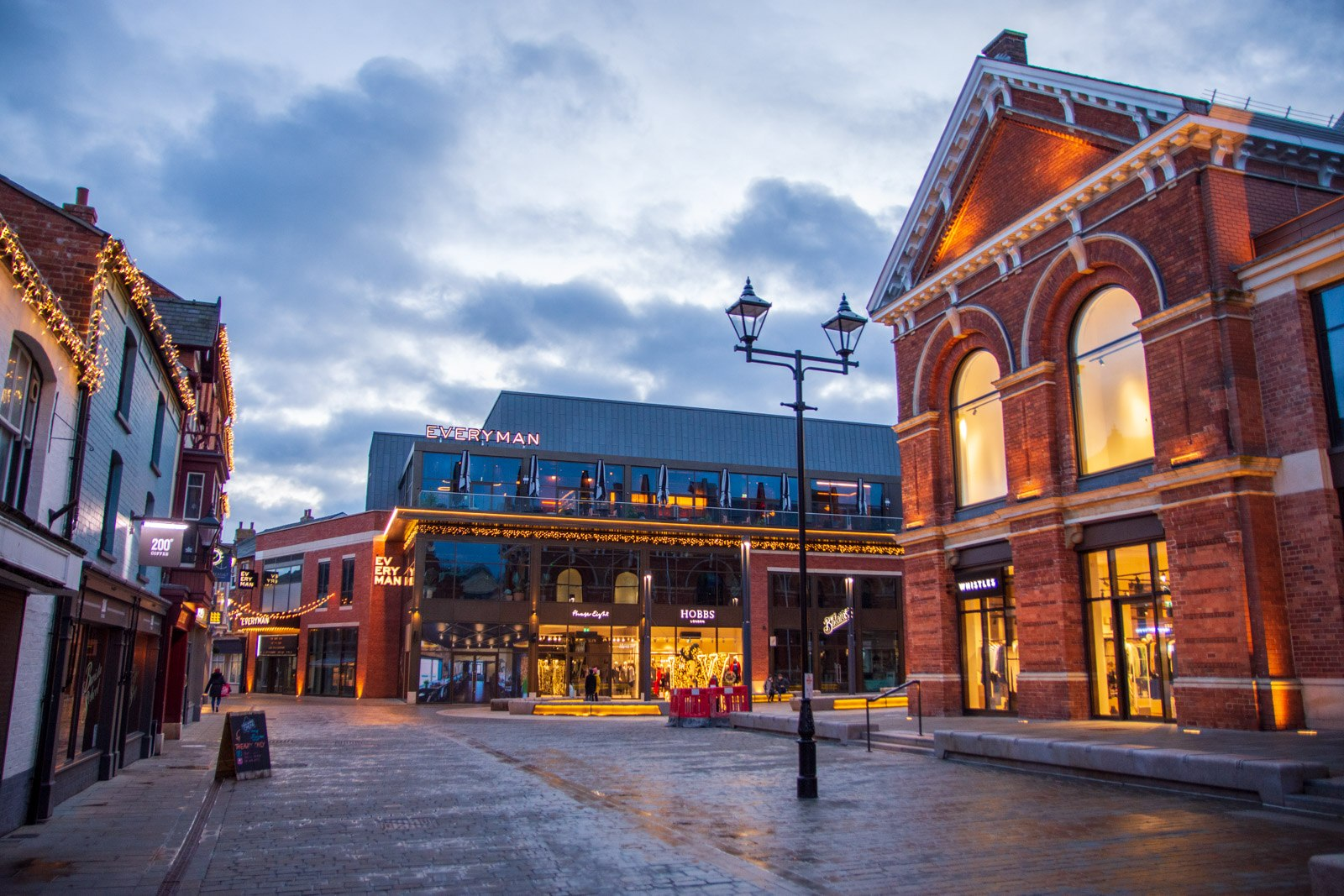
康希爾區

該市轄區包括歷史悠久的村莊，例如博爾瑟姆荒原 (Boultham Moor)、布雷斯橋和斯瓦洛貝克 (Swallowbeck)。此外，還包括附近北海克姆鎮的一小部分、坎威克和沃丁頓村的部分地區。此外，還包括現在由伯奇伍德住宅區佔據的原英國皇家空軍斯凱林索普基地 (RAF Skellingthorpe) 。林肯市也正在進行大規模擴建，並正在伯奇伍德和哈茨霍爾姆 (Hartsholme) 之間建造一個全新的住宅區查特霍姆（Charterholme）。

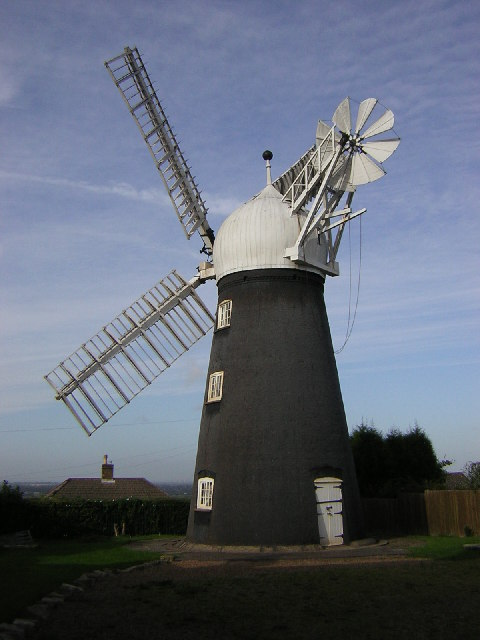
位於林肯城堡西北的艾利斯磨坊（Ellis' Mill），建於1798年
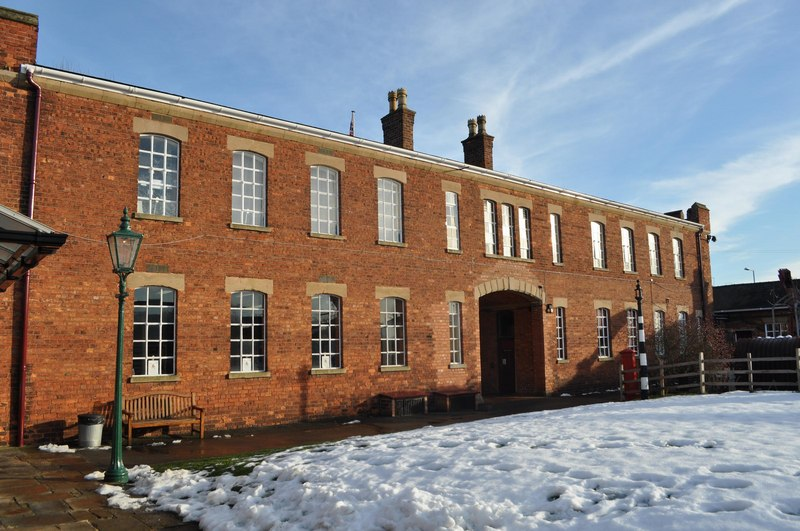
林肯郡生活博物館
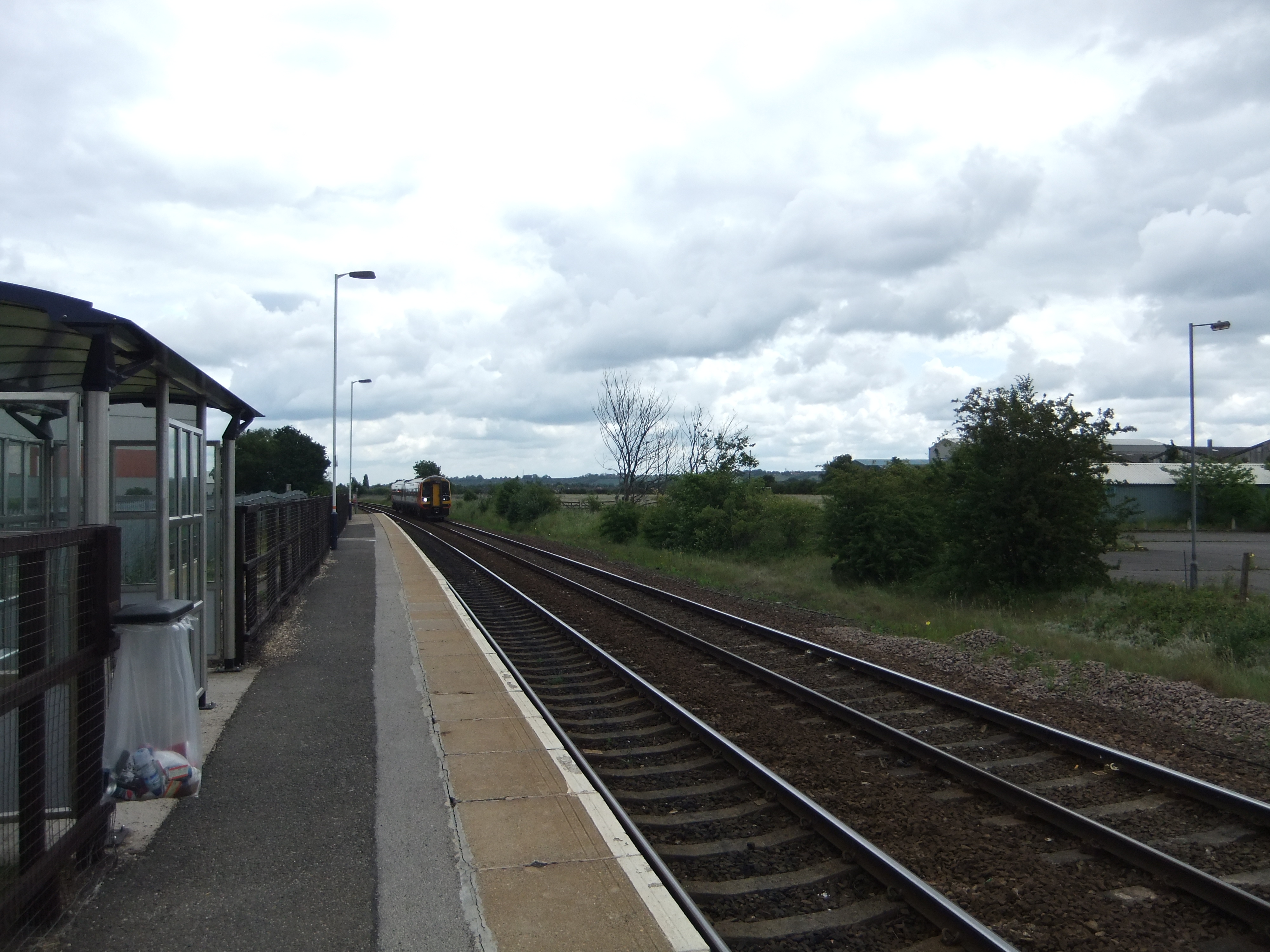
服務林肯南郊及北海克姆的海克姆火車站月台
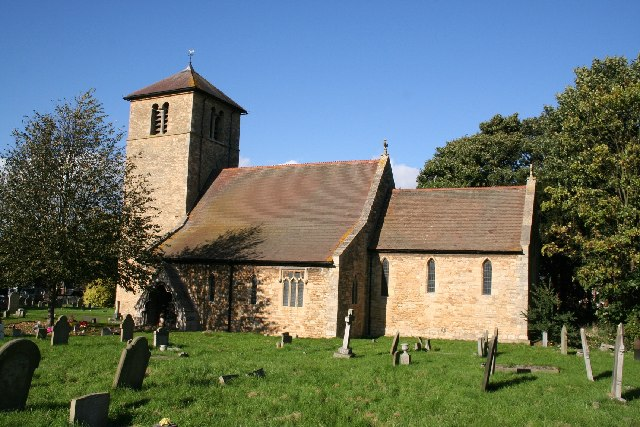
布雷斯橋 (Bracebridge) 諸聖教堂
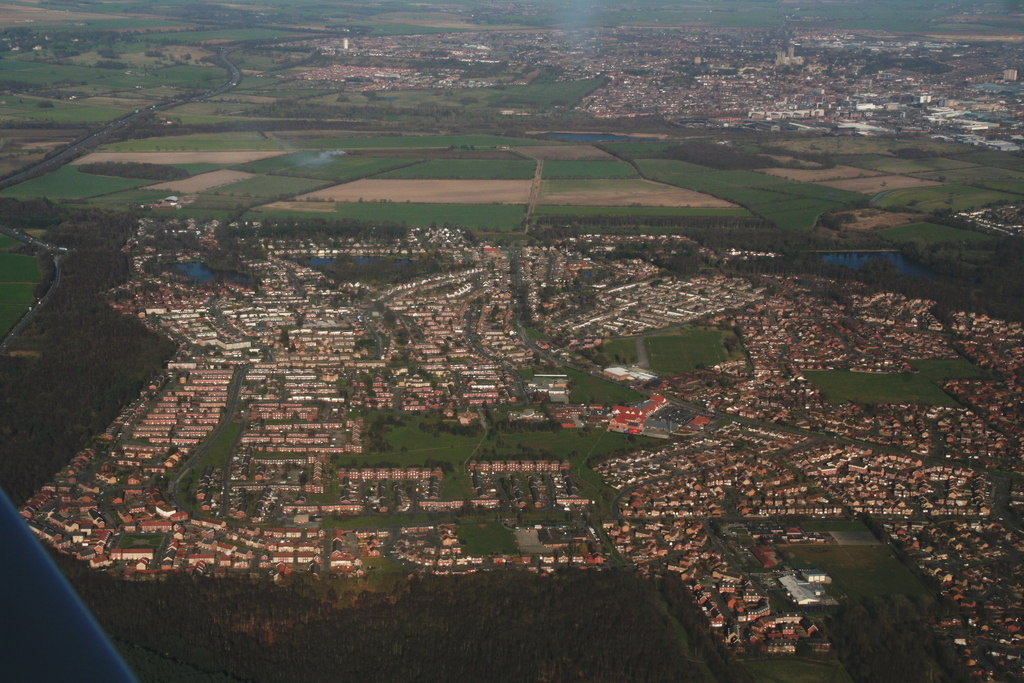
林肯西南郊區伯奇伍德 (Birchwood) 鳥瞰圖

### 氣候
林肯屬於典型的東米德蘭海洋性氣候，夏季涼爽，冬季溫和。最近的氣象局氣象站位於沃丁頓皇家空軍基地（RAF Waddington），位於其南面 4 英里（6 公里）。自 1948 年以來，極端氣溫介乎2022 年 7 月 19 日的 40.3 °C (104.5 °F) 和1956 年 2 月的 −15.6 °C (3.9 °F) 之間。當地一座前氣象站保持著英格蘭 12 月日間最高溫的最低紀錄：1981 年 12 月 17 日的 −9.0 °C (15.8 °F)。最近的最低氣溫是 2010 年 12 月的 −10.4 °C (13.3 °F)，不過鄰近位於斯坎普頓皇家空軍基地（RAF Scampton，位於林肯市中心以北約5英里處）的另一個氣象站的氣溫降至 −15.6 °C (3.9 °F)，追平了沃丁頓在 1956 年創下的紀錄。
| 沃丁頓英國皇家空軍基地，位於林肯市中心以南約4英里處；海拔：68米；平均值取自 1991–2020 年，極端值取自 1948 年至現今 | 沃丁頓英國皇家空軍基地，位於林肯市中心以南約4英里處；海拔：68米；平均值取自 1991–2020 年，極端值取自 1948 年至現今 | 沃丁頓英國皇家空軍基地，位於林肯市中心以南約4英里處；海拔：68米；平均值取自 1991–2020 年，極端值取自 1948 年至現今 | 沃丁頓英國皇家空軍基地，位於林肯市中心以南約4英里處；海拔：68米；平均值取自 1991–2020 年，極端值取自 1948 年至現今 | 沃丁頓英國皇家空軍基地，位於林肯市中心以南約4英里處；海拔：68米；平均值取自 1991–2020 年，極端值取自 1948 年至現今 | 沃丁頓英國皇家空軍基地，位於林肯市中心以南約4英里處；海拔：68米；平均值取自 1991–2020 年，極端值取自 1948 年至現今 | 沃丁頓英國皇家空軍基地，位於林肯市中心以南約4英里處；海拔：68米；平均值取自 1991–2020 年，極端值取自 1948 年至現今 | 沃丁頓英國皇家空軍基地，位於林肯市中心以南約4英里處；海拔：68米；平均值取自 1991–2020 年，極端值取自 1948 年至現今 | 沃丁頓英國皇家空軍基地，位於林肯市中心以南約4英里處；海拔：68米；平均值取自 1991–2020 年，極端值取自 1948 年至現今 | 沃丁頓英國皇家空軍基地，位於林肯市中心以南約4英里處；海拔：68米；平均值取自 1991–2020 年，極端值取自 1948 年至現今 | 沃丁頓英國皇家空軍基地，位於林肯市中心以南約4英里處；海拔：68米；平均值取自 1991–2020 年，極端值取自 1948 年至現今 | 沃丁頓英國皇家空軍基地，位於林肯市中心以南約4英里處；海拔：68米；平均值取自 1991–2020 年，極端值取自 1948 年至現今 | 沃丁頓英國皇家空軍基地，位於林肯市中心以南約4英里處；海拔：68米；平均值取自 1991–2020 年，極端值取自 1948 年至現今 | 沃丁頓英國皇家空軍基地，位於林肯市中心以南約4英里處；海拔：68米；平均值取自 1991–2020 年，極端值取自 1948 年至現今 |
| 月份 | 1月 | 2月 | 3月 | 4月 | 5月 | 6月 | 7月 | 8月 | 9月 | 10月 | 11月 | 12月 | 全年 |
| --- | --- | --- | --- | --- | --- | --- | --- | --- | --- | --- | --- | --- | --- |
| 历史最高温 °C（°F）                                                                                                | 14.2 (57.6) | 17.4 (63.3) | 22.4 (72.3) | 27.0 (80.6) | 27.8 (82.0) | 32.6 (90.7) | 40.3 (104.5) | 34.8 (94.6) | 30.0 (86.0) | 29.2 (84.6) | 17.8 (64.0) | 15.5 (59.9) | 40.3 (104.5) |
| 平均高温 °C（°F）                                                                                                  | 7.0 (44.6) | 7.7 (45.9) | 10.2 (50.4) | 13.1 (55.6) | 16.3 (61.3) | 19.1 (66.4) | 21.6 (70.9) | 21.4 (70.5) | 18.3 (64.9) | 14.1 (57.4) | 9.9 (49.8) | 7.2 (45.0) | 13.9 (57.0) |
| 日均气温 °C（°F）                                                                                                  | 4.3 (39.7) | 4.7 (40.5) | 6.6 (43.9) | 9.0 (48.2) | 12.0 (53.6) | 14.8 (58.6) | 17.1 (62.8) | 17.0 (62.6) | 14.4 (57.9) | 10.9 (51.6) | 7.1 (44.8) | 4.6 (40.3) | 10.2 (50.4) |
| 平均低温 °C（°F）                                                                                                  | 1.6 (34.9) | 1.7 (35.1) | 3.0 (37.4) | 4.9 (40.8) | 7.6 (45.7) | 10.5 (50.9) | 12.7 (54.9) | 12.6 (54.7) | 10.5 (50.9) | 7.6 (45.7) | 4.3 (39.7) | 2.0 (35.6) | 6.6 (43.9) |
| 历史最低温 °C（°F）                                                                                                | −13.8 (7.2) | −15.6 (3.9) | −11.1 (12.0) | −4.7 (23.5) | −2.0 (28.4) | 0.0 (32.0) | 3.3 (37.9) | 3.9 (39.0) | 0.0 (32.0) | −3.2 (26.2) | −6.7 (19.9) | −14.0 (6.8) | −15.6 (3.9) |
| 平均降水量 mm（）                                                                                                  | 47.6 (1.87) | 38.4 (1.51) | 36.4 (1.43) | 44.3 (1.74) | 47.0 (1.85) | 60.3 (2.37) | 60.3 (2.37) | 58.3 (2.30) | 52.0 (2.05) | 61.4 (2.42) | 56.9 (2.24) | 51.9 (2.04) | 614.8 (24.20) |
| 平均降水天数（≥ 1.0 mm）                                                                                           | 10.6 | 9.0 | 8.6 | 8.9 | 8.9 | 9.3 | 9.2 | 9.3 | 8.7 | 10.7 | 11.6 | 10.7 | 115.5 |
| 平均相對濕度（％）                                                                                                 | 86 | 84 | 80 | 79 | 77 | 77 | 77 | 79 | 80 | 84 | 85 | 87 | 81 |
| 月均日照時數 | 62.2 | 86.0 | 125.6 | 168.2 | 211.6 | 190.8 | 206.3 | 192.0 | 146.7 | 109.3 | 71.3 | 61.3 | 1,631.2 |
| 来源1：英國氣象局                                                                                                  | | | | | | | | | | | | | |
| 来源2：荷蘭皇家氣象研究所                                                                                          | | | | | | | | | | | | | |

| 斯坎普頓皇家空軍基地（位於林肯市中心以北約5英里處）；海拔：57米；平均值取自1991–2020年 | 斯坎普頓皇家空軍基地（位於林肯市中心以北約5英里處）；海拔：57米；平均值取自1991–2020年 | 斯坎普頓皇家空軍基地（位於林肯市中心以北約5英里處）；海拔：57米；平均值取自1991–2020年 | 斯坎普頓皇家空軍基地（位於林肯市中心以北約5英里處）；海拔：57米；平均值取自1991–2020年 | 斯坎普頓皇家空軍基地（位於林肯市中心以北約5英里處）；海拔：57米；平均值取自1991–2020年 | 斯坎普頓皇家空軍基地（位於林肯市中心以北約5英里處）；海拔：57米；平均值取自1991–2020年 | 斯坎普頓皇家空軍基地（位於林肯市中心以北約5英里處）；海拔：57米；平均值取自1991–2020年 | 斯坎普頓皇家空軍基地（位於林肯市中心以北約5英里處）；海拔：57米；平均值取自1991–2020年 | 斯坎普頓皇家空軍基地（位於林肯市中心以北約5英里處）；海拔：57米；平均值取自1991–2020年 | 斯坎普頓皇家空軍基地（位於林肯市中心以北約5英里處）；海拔：57米；平均值取自1991–2020年 | 斯坎普頓皇家空軍基地（位於林肯市中心以北約5英里處）；海拔：57米；平均值取自1991–2020年 | 斯坎普頓皇家空軍基地（位於林肯市中心以北約5英里處）；海拔：57米；平均值取自1991–2020年 | 斯坎普頓皇家空軍基地（位於林肯市中心以北約5英里處）；海拔：57米；平均值取自1991–2020年 | 斯坎普頓皇家空軍基地（位於林肯市中心以北約5英里處）；海拔：57米；平均值取自1991–2020年 |
| 月份                                                                                   | 1月                                                                                    | 2月                                                                                    | 3月                                                                                    | 4月                                                                                    | 5月                                                                                    | 6月                                                                                    | 7月                                                                                    | 8月                                                                                    | 9月                                                                                    | 10月                                                                                   | 11月                                                                                   | 12月                                                                                   | 全年                                                                                   |
| -------------------------------------------------------------------------------------- | -------------------------------------------------------------------------------------- | -------------------------------------------------------------------------------------- | -------------------------------------------------------------------------------------- | -------------------------------------------------------------------------------------- | -------------------------------------------------------------------------------------- | -------------------------------------------------------------------------------------- | -------------------------------------------------------------------------------------- | -------------------------------------------------------------------------------------- | -------------------------------------------------------------------------------------- | -------------------------------------------------------------------------------------- | -------------------------------------------------------------------------------------- | -------------------------------------------------------------------------------------- | -------------------------------------------------------------------------------------- |
| 平均高温 °C（°F）                                                                      | 6.9 (44.4)                                                                             | 7.7 (45.9)                                                                             | 10.2 (50.4)                                                                            | 13.2 (55.8)                                                                            | 16.2 (61.2)                                                                            | 19.1 (66.4)                                                                            | 21.6 (70.9)                                                                            | 21.4 (70.5)                                                                            | 18.4 (65.1)                                                                            | 14.1 (57.4)                                                                            | 9.8 (49.6)                                                                             | 7.0 (44.6)                                                                             | 13.8 (56.8)                                                                            |
| 日均气温 °C（°F）                                                                      | 4.0 (39.2)                                                                             | 3.9 (39.0)                                                                             | 6.3 (43.3)                                                                             | 8.7 (47.7)                                                                             | 11.6 (52.9)                                                                            | 14.5 (58.1)                                                                            | 16.8 (62.2)                                                                            | 16.7 (62.1)                                                                            | 14.1 (57.4)                                                                            | 10.6 (51.1)                                                                            | 6.6 (43.9)                                                                             | 4.1 (39.4)                                                                             | 9.9 (49.8)                                                                             |
| 平均低温 °C（°F）                                                                      | 1.1 (34.0)                                                                             | 1.0 (33.8)                                                                             | 2.3 (36.1)                                                                             | 4.1 (39.4)                                                                             | 7.0 (44.6)                                                                             | 10.0 (50.0)                                                                            | 12.1 (53.8)                                                                            | 12.0 (53.6)                                                                            | 9.8 (49.6)                                                                             | 7.0 (44.6)                                                                             | 3.6 (38.5)                                                                             | 1.1 (34.0)                                                                             | 5.9 (42.6)                                                                             |
| 平均降水量 mm（）                                                                      | 48.9 (1.93)                                                                            | 38.6 (1.52)                                                                            | 35.9 (1.41)                                                                            | 44.5 (1.75)                                                                            | 45.8 (1.80)                                                                            | 65.0 (2.56)                                                                            | 58.8 (2.31)                                                                            | 57.4 (2.26)                                                                            | 53.0 (2.09)                                                                            | 58.2 (2.29)                                                                            | 59.9 (2.36)                                                                            | 53.5 (2.11)                                                                            | 619.4 (24.39)                                                                          |
| 平均降水天数（≥ 1.0 mm）                                                               | 10.6                                                                                   | 9.5                                                                                    | 8.8                                                                                    | 9.0                                                                                    | 8.9                                                                                    | 9.6                                                                                    | 9.6                                                                                    | 9.4                                                                                    | 9.4                                                                                    | 10.4                                                                                   | 11.9                                                                                   | 11.0                                                                                   | 118.1                                                                                  |
| 来源：英國氣象局                                                                       |                                                                                        |                                                                                        |                                                                                        |                                                                                        |                                                                                        |                                                                                        |                                                                                        |                                                                                        |                                                                                        |                                                                                        |                                                                                        |                                                                                        |                                                                                        |

## 交通

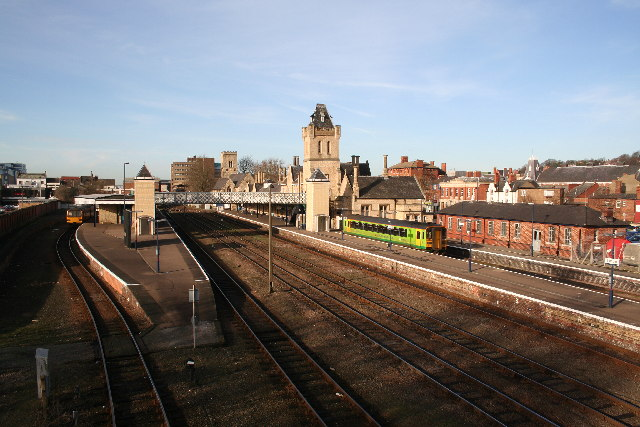
林肯站

### 鐵路
林肯站在林肯市中心南側，位於四條鐵路線的交會處，分別通往特倫特河畔紐瓦克、根斯堡、格里姆斯比和斯利福德。該站有直達倫敦國王十字車站、萊斯特、諾丁漢、謝菲爾德、唐卡斯特、格里姆斯比鎮和彼得伯勒的列車。海克姆火車站位於林肯市西南郊區，有通往紐瓦克的本地列車。
歷史上，曾經有另外三條鐵路線服務該市，包括：林肯郡環線、蘭開夏郡、德比郡和東海岸鐵路以及格蘭瑟姆和林肯鐵路。
林肯郡環線於1848年通車，曾經由北至南連接蓋恩斯伯勒（Gainsborough）、林肯、波士頓、斯波爾丁和彼得伯勒，該線林肯至斯波爾丁段已於1963年關閉。蘭開夏郡、德比郡和東海岸鐵路則曾連接切斯特菲爾德 / 謝菲爾德至林肯，但該鐵路已於1950年代結束客運業務。格蘭瑟姆和林肯鐵路於1867年通車、1965年結束客運業務，該鐵路走線是由林肯往南至格蘭瑟姆。
紐瓦克線上的火車以前曾在林肯站西南邊的另一站林肯聖馬克斯停靠，直到1985年改道至林肯站。林肯聖馬克斯閉站後，原址現在是購物公園的一部分。

### 道路
該市位於 A57、A46、A15 和 A158 公路沿線。這些公路交通繁忙，並已建造繞道。西北方向是耗資 1,900 萬英鎊的A46繞行路，於 1985 年 12 月通車。 2020 年 12 月 19 日，耗資 1.22 億英鎊的 A15 東繞道完工。南側繞行路，即北海克姆輔助道路，預計將於 2025 年開始建設，並將成為環城公路的最後一段。
直到1980年代，兩條主要道路穿過林肯：A46和A15，這兩條路都為高街（High Street）提供交通。在市政廳街（Guildhall Street）和高街的交叉口，這兩條路與A57的終點交匯。在市中心以北，原A15（里斯霍姆路）現為B1226，舊A46（內特爾漢姆路）現為B1182。早期的北部內環路由亞伯勒路（Yarborough Road）和亞伯勒新月街（Yarborough Crescent）組成，編號為B1273。

### 航空
位於萊斯特郡的東密德蘭機場距離林肯43英里，是東密德蘭的主要國際機場。它主要運營廉價航空公司的歐洲航班。亨伯賽德機場位於林肯以北29英里，是林肯郡內唯一的機場。它有少量航班，主要飛往阿姆斯特丹史基浦機場等樞紐機場。從2005年到2022年，唐卡斯特謝菲爾德機場也曾為林肯提供服務。

## 教育

### 高等教育
林肯兩所高等教育機構中較老的一所是格羅斯泰特主教大學，始建於1862年，最初是一所與聖公會相關的師範學院。 1990年代，該校擴展到其他學科領域，專注於發展藝術和戲劇。 2006年，該校從萊斯特大學接管學位授予權，成為大學學院。 2012年，該校獲得大學地位。每年的畢業典禮都會在林肯座堂舉行。
規模較大的林肯大學前身是林肯郡和亨伯賽德大學，始建於 1996 年，當時亨伯賽德大學在布雷福德池旁開設了林肯校區。林肯藝術與設計學院（林肯郡主要的高等教育機構）和里斯霍姆農業學院（原德蒙福特大學的一部分）於2001年併入林肯大學。
2002 年 9 月，該大學更名為林肯大學。 2021-2022 學年，共有 18,705 名大學生在該市學習。

### 繼續教育
林肯的繼續教育由林肯學院提供。該學院是林肯郡最大的教育機構，擁有18,500名學生，其中2,300名是全日制學生。此外，還有一所專門的創意學院Access Creative，為約180名全職學生提供音樂、媒體和遊戲設計課程。

### 學校

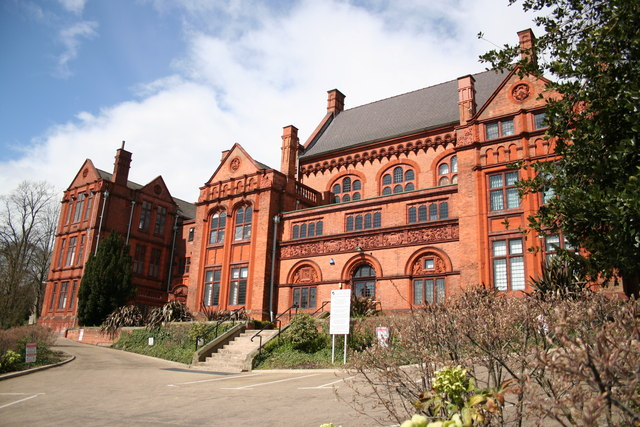
前林肯基督醫院女子高中，現為林肯大學技術學院

儘管林肯市與林肯郡同屬一個地方教育局，但林肯郡的學校系統卻顯得格格不入，因為該郡大部分地區都保留了文法學校系統。
1952年，威廉法爾（William Farr）學校在附近的村莊韋爾頓成立。林肯市本身直到1974年9月才有四所單性別文法學校。
林肯郡地方教育局在全國排名第 32 位，這是根據在 GCSE 考試中至少獲得 5 個 A-C 成績（包括數學和英語）的學生比例得出的（該比例為 62.2%，而全國平均為 58.2%）。
林肯有四所特殊教育學校：福圖納小學（5-11 歲）、辛塞爾體育學院（11-16 歲）、聖克里斯托弗學校（3-16 歲）和聖弗朗西斯社區特殊學校（2-18 歲）。

## 媒體
當地報紙《林肯郡迴聲報》創刊於 1894 年。當地廣播電台有BBC 林肯郡廣播電台（調頻 94.9）、其商業競爭對手林肯郡最熱門廣播電台（Greatest Hits，調頻 102.2）、林肯郡熱門廣播電台（Hits，DAB）和林肯城廣播電台（調頻 103.6），後者是一家社區廣播電台，主要聽眾面向 50 歲以上的聽眾。《林肯人報》是一份線上出版物，自 2010 年以來涵蓋大林肯地區，但已於 2024 年 8 月停止營運。林肯大學曾經有另一個名為 Siren FM 的電台，但該電台於 2024 年 6 月底停止廣播，許可證已交還給英國通訊管理局。
學生刊物《The Linc》 有線上版和印刷版，目標讀者是林肯大學的學生。
本地電視覆蓋範圍由BBC約克郡和林肯郡頻道以及ITV約克郡頻道提供，後者透過貝爾蒙特電視發射台接收。沃爾瑟姆電視發射台也提供BBC東米德蘭茲頻道和ITV中央頻道的節目。

## 運動

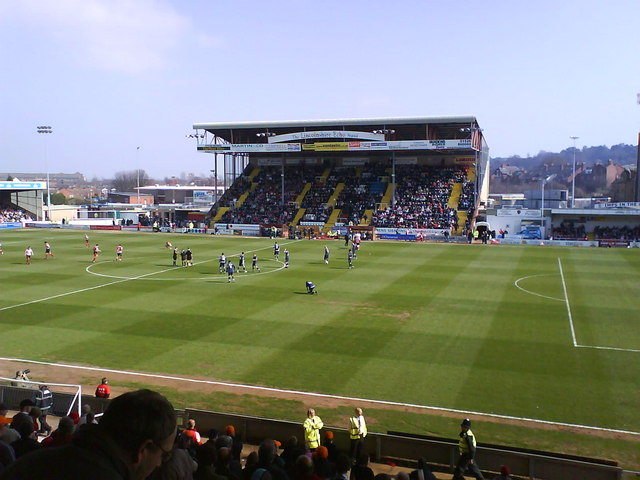
林肯城足球俱樂部主場倫敦東北鐵路體育場

林肯的職業足球隊是林肯城足球俱樂部，綽號“小魔鬼”，主場是位於城市南郊的倫敦東北鐵路體育場。 2002年， ITV數位電視公司倒閉，欠林肯城足球俱樂部超過10萬英鎊，導致球隊瀕臨破產。幸好球迷發起募捐，將俱樂部所有權歸還給球迷，球隊得以倖免。自1986-87賽季開始引入英格蘭足球全國聯賽後，該球隊成為第一支從英格蘭足球聯賽自動降級至全國聯賽的球隊。林肯城第一次嘗試就重新奪回了足球聯賽席位，並一直保持到2010-11賽季，之後再次降級至全國聯賽。
林肯城是格拉咸·泰萊執教的第一個球隊，後來他在 1990 年至 1993 年期間執教英格蘭足球代表隊。他於 1972 年至 1977 年執教林肯城，在此期間，該隊於 1976 年從第四級聯賽獲得冠軍而升級。該球隊還三度奪得第三級聯賽北區冠軍，創下並列紀錄。其最成功的時期是在 1980 年代初，1981 年從第四級聯賽升級，隨後兩年以微弱優勢錯失升級到第二級聯賽的機會。2017 年，球隊打入英格蘭足總盃四分之一決賽，擊敗了英格蘭足球頂級兩級的幾支球隊，最終被阿森納擊敗。最近，林肯城贏得了 2018-19 賽季的第二級聯賽，以及2018 年的英格蘭足球聯賽錦標賽獎盃。目前，球隊由邁克爾·斯庫巴拉（Michael Skubala）執教。
林肯也是林肯聯足球會、林肯荒原鐵路足球俱樂部和林肯格里芬斯女子足球俱樂部的主場。
林肯還有其他體育隊伍，例如參加BAFA 英國美式足球聯賽的林肯郡轟炸機隊、林肯郡轟炸機輪滑女孩隊和冒名頂替者輪滑女孩隊。在威瑟姆河畔，亦設有林肯賽艇中心。林德姆曲棍球俱樂部位於城市北部。自 1956 年以來，該市一直舉辦林肯大獎賽一日自行車賽。 30 年來，該賽事一直使用市中心的終點賽道，其中包括具有挑戰性的邁克爾蓋特（Micahaelgate）六分之一坡度的鵝卵石爬坡道。自 2013 年以來，該市擁有一所職業摔角推廣和訓練學院－林肯格鬥工廠摔角學院。林肯獅橄欖球聯盟隊自 1902 年以來一直在參加比賽。
林肯郡賽狗協會曾短暫開設了兩條的賽狗賽道。一條是位於海克姆路的海菲爾德賽道，於1931年9月13日開放；另一條是位於繩索路上的林肯賽道，於1932年6月4日開放。兩處的賽狗比賽都是獨立的，因為它們是「拍打式」賽道，不隸屬於這項運動的管理機構－英國賽狗俱樂部。

## 著名人物
- 威廉·伯德（約1540-1623），英国文艺复兴时期的作曲家
- 喬治·布爾（1815-1864），英格蘭數學家、邏輯學家，數理邏輯學先驅。
- 威廉·特里頓（1875-1946），英國農業機械專家。
- 佩內洛普·菲茲傑拉德（1916-2000），英國小說家、詩人，作家和傳記作者。
- 內維爾·馬里納（1924-2016），英國指揮家，小提琴家。
- 保羅·帕爾默（1974-），英國男子游泳運動員。
- 李·弗雷克林頓（1985-），英格蘭足球運動員。
- 山姆·克盧卡斯（1990-），英格蘭足球運動員。

## 姐妹城镇
林肯市與下列城鎮締結為姊妹：
- 德国 萊茵蘭-普法爾茨 葡萄酒之路旁諾伊施塔特 （1969 年起）[111]
- 中华人民共和国 河北省 唐山市（1988年起）[111]
- 南澳洲 林肯港 （1991 年起）[111]
- 波蘭 羅茲省 拉多姆斯科 （2007 年起）[111]
- 中华人民共和国 江西省 南昌市（2014年起）[112]

## 外部連結
- City of Lincoln Council （页面存档备份，存于）
- University of Lincoln
- Bishop Grosseteste University （页面存档备份，存于）
- 《末日審判書》上的Lincoln

## 錄像
- Pathe Newsreel, 1950, Europes largest foundry opens in Lincoln Archive.today的存檔，存档日期2012-07-28
- Pathe newsreel, 1934, about Lincoln （页面存档备份，存于）
- Pathe newsreel, 1933, Lincolnshire regiment parade[]
- Pathe newsreel, 1933, Lincoln Handicap, racing in Lincoln[]

53°13′58″N 0°32′15″W / 53.2327°N 0.5376°W